# Tourisme dans le Haut-Karabagh

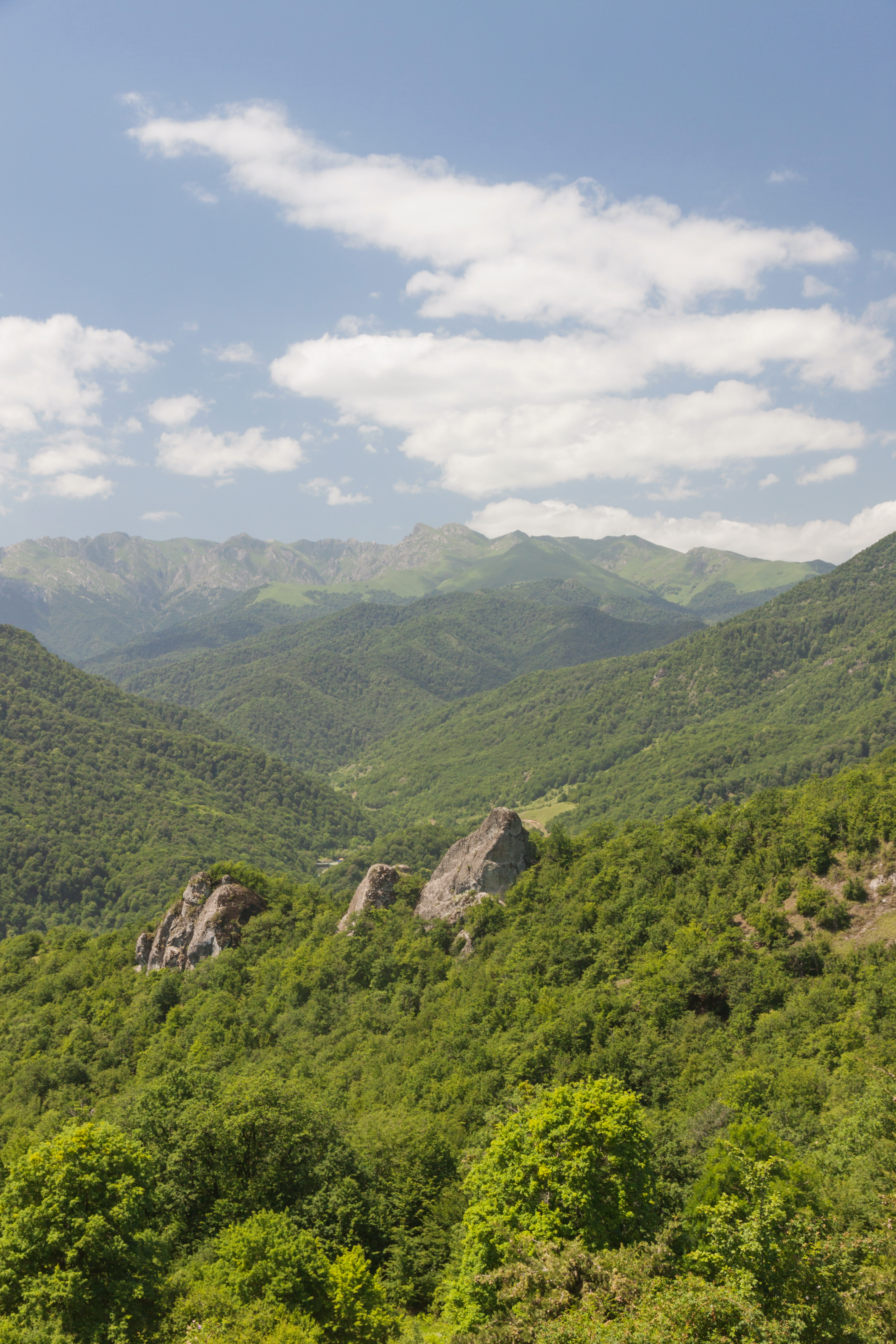
2014 Haut-Karabach paysage depuis le monastère de Gandzasar

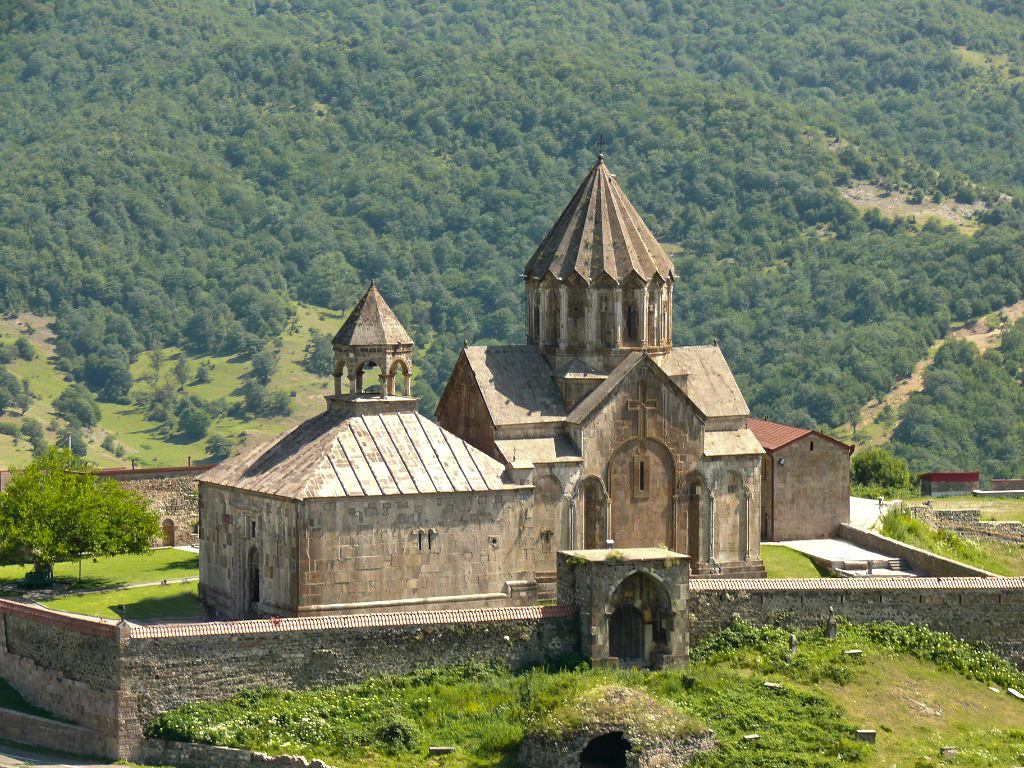
monastère de Gandzasar dans le Haut-Karabach

Le tourisme dans le Haut-Karabagh est une des branches de l'économie du Haut-Karabagh. Depuis la période qui a suivi la guerre, le tourisme est l'une des priorités de l'économie du pays. Ce développement est lié à un certain nombre de problèmes à résoudre : l'absence de résolution du conflit frontalier au Haut-Karabagh, les infrastructures non complètement restaurées après la guerre. Les problèmes économiques qui découlent de la situation freinent le développement du tourisme dans cette région. La géographie du Haut-Karabagh, les curiosités historiques, culturelles, naturelles, la restauration des infrastructures, peuvent attirer les investisseurs qui participent à des forums économiques et touristiques, et contribuer au développement de l'artisanat. Chaque année le nombre de touristes qui visitent le Haut-Karabagh augmente, et donne des indications sur l'attrait du tourisme dans cette région et ses perspectives d'avenir.

## Histoire

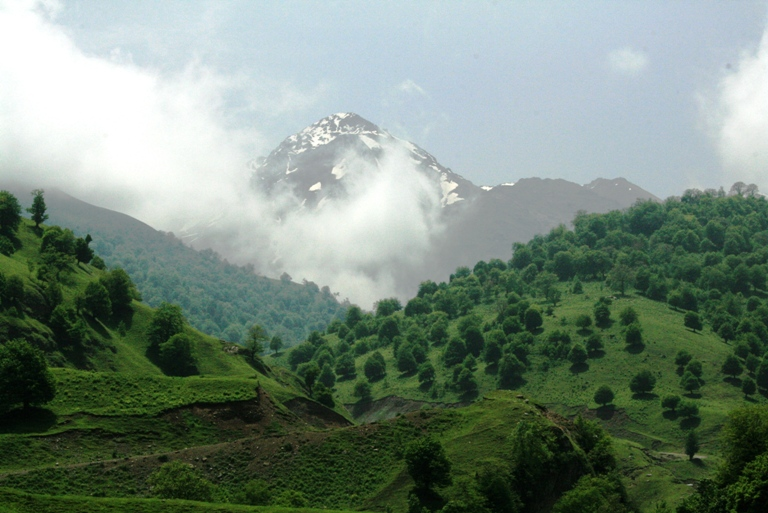
Chaîne de Mourovdag dans le Haut-Karabagh

La république du Haut-Karabagh, proclamée en septembre 1991, a subi de graves dommages durant les hostilités durant les années 1992 à 1994. La guerre a laissé des traces profondes sur les monuments architecturaux du pays après que les formations armées azerbaïdjanaises aient endommagé de nombreux édifices arméniens, au nombre desquels le monastère d'Egezarski et 21 autres églises complètement détruites. Avec la cessation de la phase active des hostilités a pu débuter dans la république, qui compte plus de trois mille monuments architecturaux, un processus de récupération progressive. Pour essayer d'attirer les touristes, le gouvernement du Haut-Karabakh a préparé et adopté une série de programmes. En 2007, le gouvernement a approuvé un programme national de développement du tourisme en tenant compte du fait que le tourisme est un domaine prometteur pour l'économie du Haut-Karabagh. Le secteur est régi par une loi sur le tourisme et les activités touristiques, ainsi que par d'autres règlementations de développement approuvées par le gouvernement du Haut-Karabagh. Afin de créer et de diffuser une image positive du Haut-Karabagh sur le plan touristique, le gouvernement organise régulièrement des présentations du potentiel touristique lors d'expositions internationales. Par ailleurs, les spécialistes du tourisme sont invités fréquemment à se familiariser avec les opportunités touristiques du pays. Le secteur du tourisme représente 3 % du PIB du Haut-Karabagh. En 2015, la république du Haut-Karabagh figurait dans la liste des meilleurs destinations touristiques pour les destinations estivales selon le journal britannique The Guardian. Le journaliste du quotidien qu'il y avait peu de pays à comparer à celui-là et ce malgré le conflit non résolu avec le pays voisin. Chaînes de montagnes, sites archéologiques, anciennes grottes et zones d'une beauté naturelle exceptionnelle. The New York Times fait observer qu'avec son histoire tumultueuse, le Haut-Karabagh ne laissera aucun voyageur indifférent. Mais malgré les difficultés connues par le pays, le Haut-Karabagh est généralement considéré comme un endroit sûr pour les touristes et de plus pour des touristes à budget limité. Le correspondent Politrus, en parlant du Haut-Karabagh, remarque que : « Le Haut-Karabagh est à juste titre appelé la Suisse du Caucase. Le relief montagneux fortement rocailleux est entrecoupé par des zones où la nature est étonnante et toujours variée : chaînes de montagnes boisées, canyons profonds alternants avec des gorges d'où jaillissent des rivières de montagne, prairies alpines, grottes mystérieuses, lacs pittoresques. Quant aux montagnes, elles sont uniques, fantastiques, fascinantes aux aspects toujours changeants......
En outre, le Haut-Karabagh offre des possibilités variées pour entreprendre des itinéraires touristiques dans une région au riche patrimoine culturel, couverte de nombreux sites archéologiques, historiques, architecturaux. Ce n'est pas un hasard si de plus en plus de touristes de Russie vont visiter le Haut-Karabagh qui n'exige pas de dépenses importantes, ni de visa ».
Le journal HuffPost note que la Haut-Karabagh, qui se trouve entre l'Arménie et l'Azerbaïdjan, est l'endroit idéal pour les personnes qui cherchent l'aventure dans des territoires inexplorés. Le directeur du département du Caucase de l'Institut des pays de la CEI, Vladimir Evseev, en parlant du potentiel touristique de la république remarque qu'à l'époque soviétique l'Arménie occupait la première place en nombre de touristes par habitant en URSS. Selon lui le Haut-Karabagh suit la même voie et la nature de la région, l'attractivité de ses sites, ses églises, l'écologie contribuent au développement touristique. Le tourisme prend peu à peu racine dans la région et du monde entier arrivent des touristes dans un petit pays dont la population n'est que de 141 000 habitants.

### Voyage au Haut-Karabagh
Malgré le fait que la guerre du Haut-Karabagh ait pris fin il y a une vingtaine d'années, le conflit territorial n'est toujours pas résolu, ce qui explique que la frontière entre l'Azerbaïdjan et le Haut-Karabagh soit toujours fermée de nos jours. De son côté, la frontière avec l'Iran n'est pas équipée de points de contrôles modernes ainsi que de bureaux de douane pour les touristes occidentaux. C'est pourquoi la voie principale qui mène au Haut-Karabagh pour les touristes est celle qui passe par l'Arménie. Il existe pour cela des taxis et des transports en commun. Chaque jour, dès le matin et à une heure d'intervalle des autobus et des camionnettes (appelées marchrouty) partent de la gare routière d'Erevan vers Stepanakert. Les agences de voyages organisent également des circuits dans la région du Haut-Karabagh, Elles fournissent également des guides professionnels multilingues et peuvent réserver des chambres d'hôtels pour les touristes.
Il est possible de se rendre au Haut-Karabach par l'Arménie par trois voies différentes :
1. La route principale qui pénètre en Haut-Karabagh par le sud de l'Arménie passe par les villes de Eghegnazor, Vayk et Goris. La longueur du trajet est de 350 km. Elle est maintenue en état toute l'année et relie Erevan à Stepanakert. La durée du trajet varie de 4 à 6 heures selon le type de véhicule et sa conduite.
2. Un autre itinéraire relie l'Arménie au Haut-Karabagh en passant par le bassin du Lac Sevan par la ville de Zodk, par le massif du Karabakh, par la vallée pittoresque de la rivière Tartar jusqu'à Martakert puis jusqu'à Stepanakert.
3. Le troisième itinéraire menant au Karabagh traverse la ville de Kapan (ou Kafan) et traverse le Bas-Karabagh jusqu'à la ville de Hadrout, puis de Stepanakert.

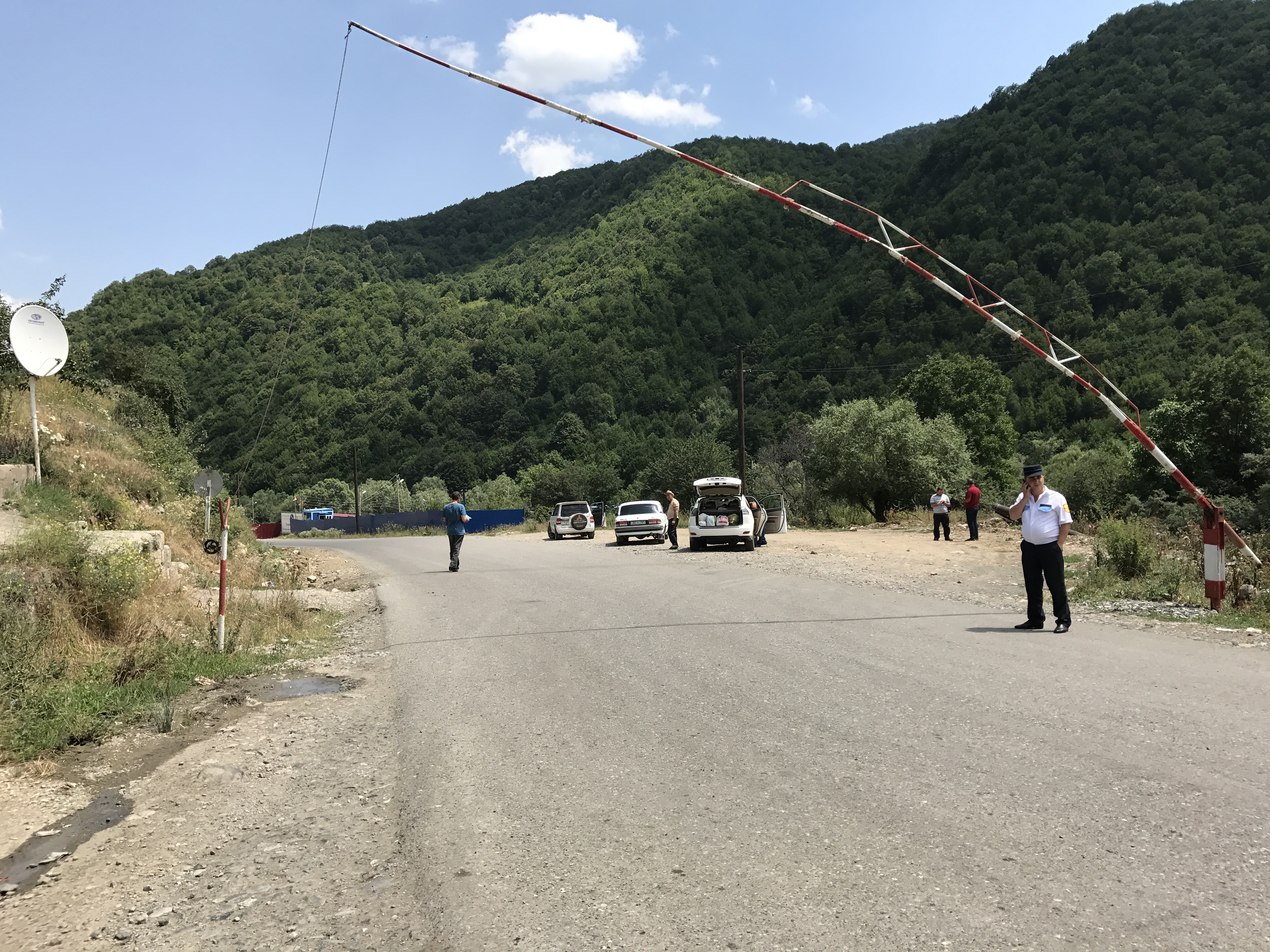
Frontière sur la route Vardenis-Martakert.
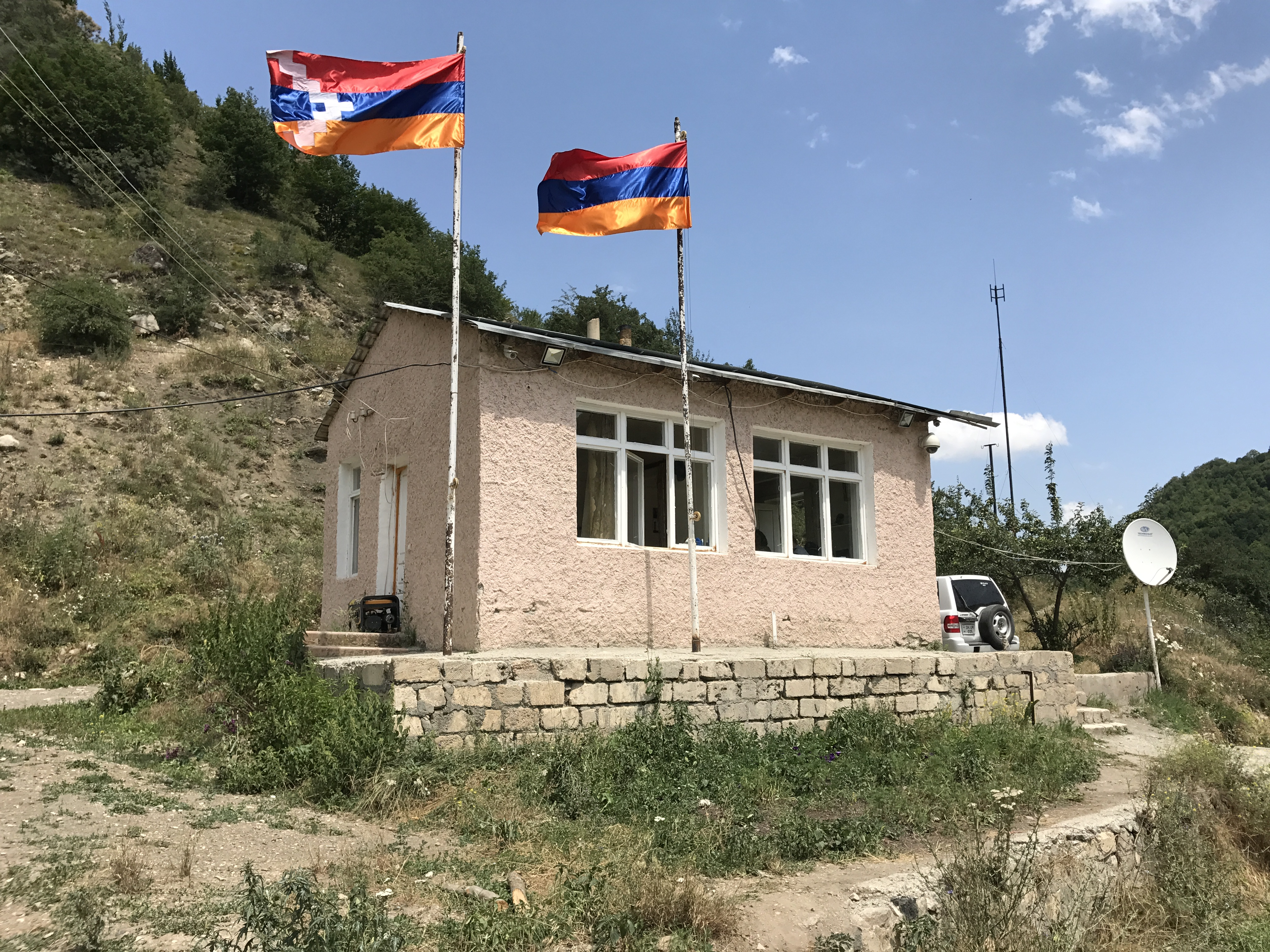
Ancien poste de douane sur la route Vardenis-Martakert.
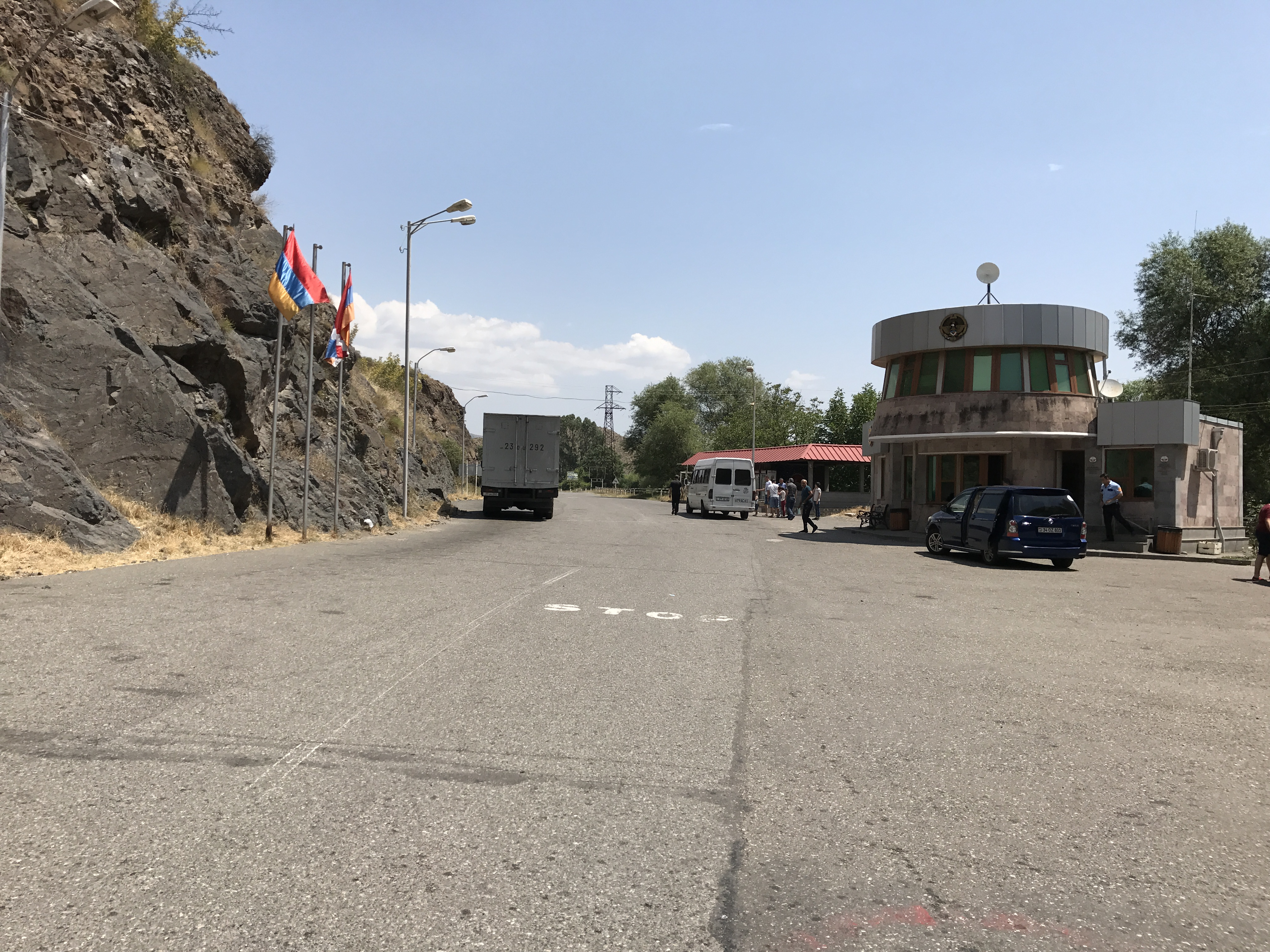
Corridor de Latchin, point de contrôle.
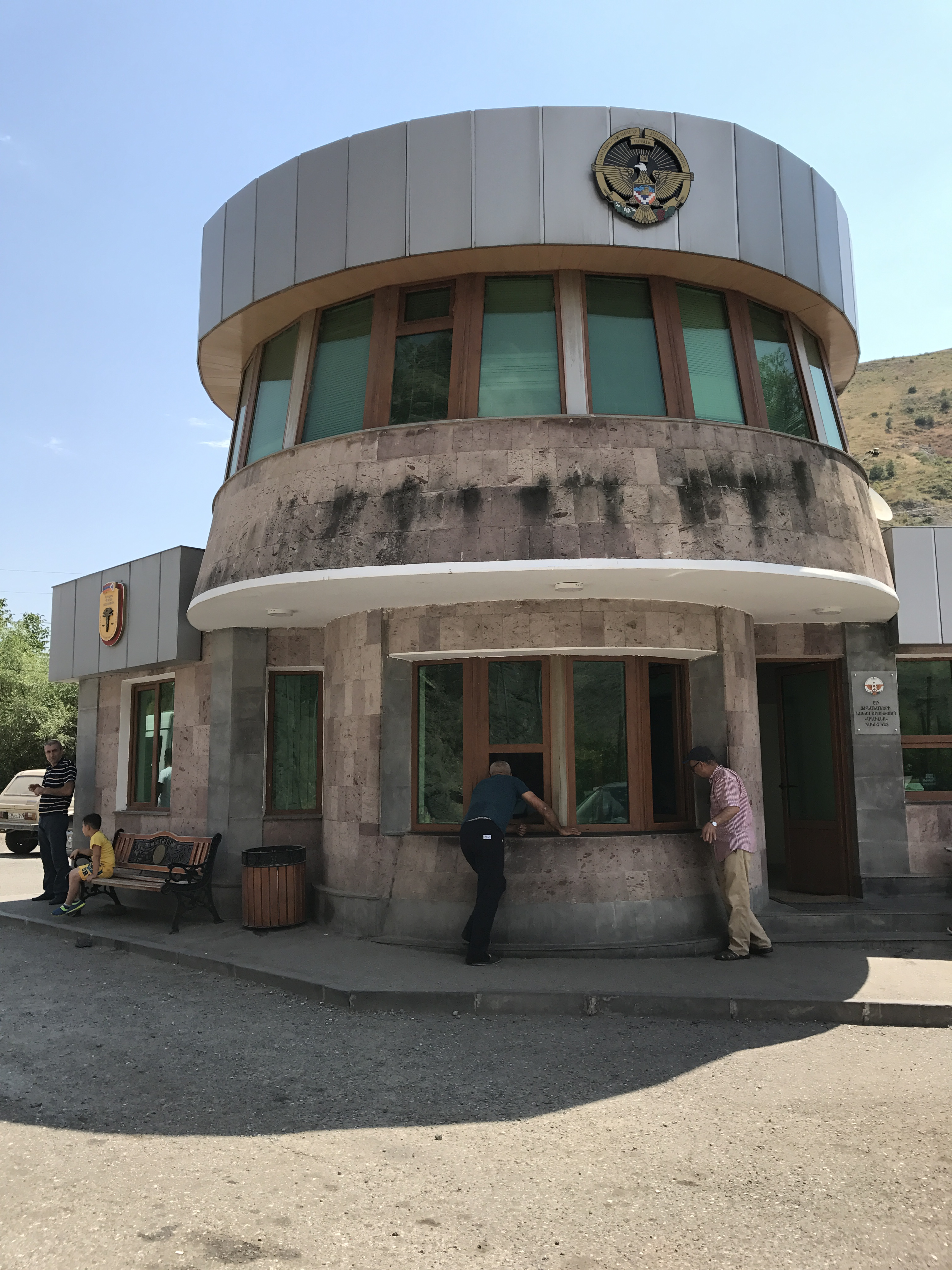
Poste de contrôle à la frontière entre l'Arménie et le Haut-Karabagh.

### Nombre de touristes

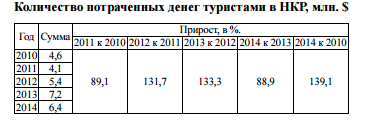
Dépenses des touristes au Haut-Karabagh jusqu'en 2014

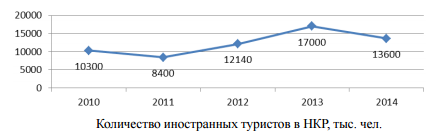
Évolution du nombre de touristes visitant le Haut-Karabagh jusqu'en 2014

Selon le ministère des affaires étrangères de la république du Haut-Karabagh, le nombre de touristes qui visitent le pays augmente chaque année. Ainsi, en 2005 ce sont 5 000 touristes provenant de 60 pays qui ont visité la région. Selon les statistiques de l'office de tourisme du Haut-Karabagh, de 2007 à 2013, le nombre de touristes qui ont visité la république a augmenté chaque année de 40% (les citoyens Arméniens ne sont pas pris en compte dans ces statistiques). En 2013, le nombre de touristes étrangers a atteint la chiffre de 17 000 personnes. En 2014, le nombre de touristes a diminué de 12% et s'est élevé à 14 960 personnes qui ont dépensé 6,4 millions de dollars. En 2015, sans tenir compte des citoyens Arméniens et de la diaspora, le nombre de touristes internationaux augmente à nouveau et atteint 16 500 personnes. Au cours des dernières années des touristes provenant de 90 pays du monde ont visité le Haut-Karabagh. Le plus grand nombre vient des États-Unis qui représentent de 35 à 40 % du total (en ce compris les membres de la diaspora arménienne). Le correspondant du journal allemand Die Welt observe : « Bien que le Haut-Karabagh soit peu connu dans le monde, cela n'empêche pas des milliers de touristes de visiter ce lieu mythique, d'admirer sa nature sauvage et d'apprécier l'hospitalité légendaire des habitants. »
À la fin de l'année 2017, le nombre de touristes ayant visité le Haut-Karabagh a augmenté de 41% par rapport à celui de 2016.

### Infrastructures

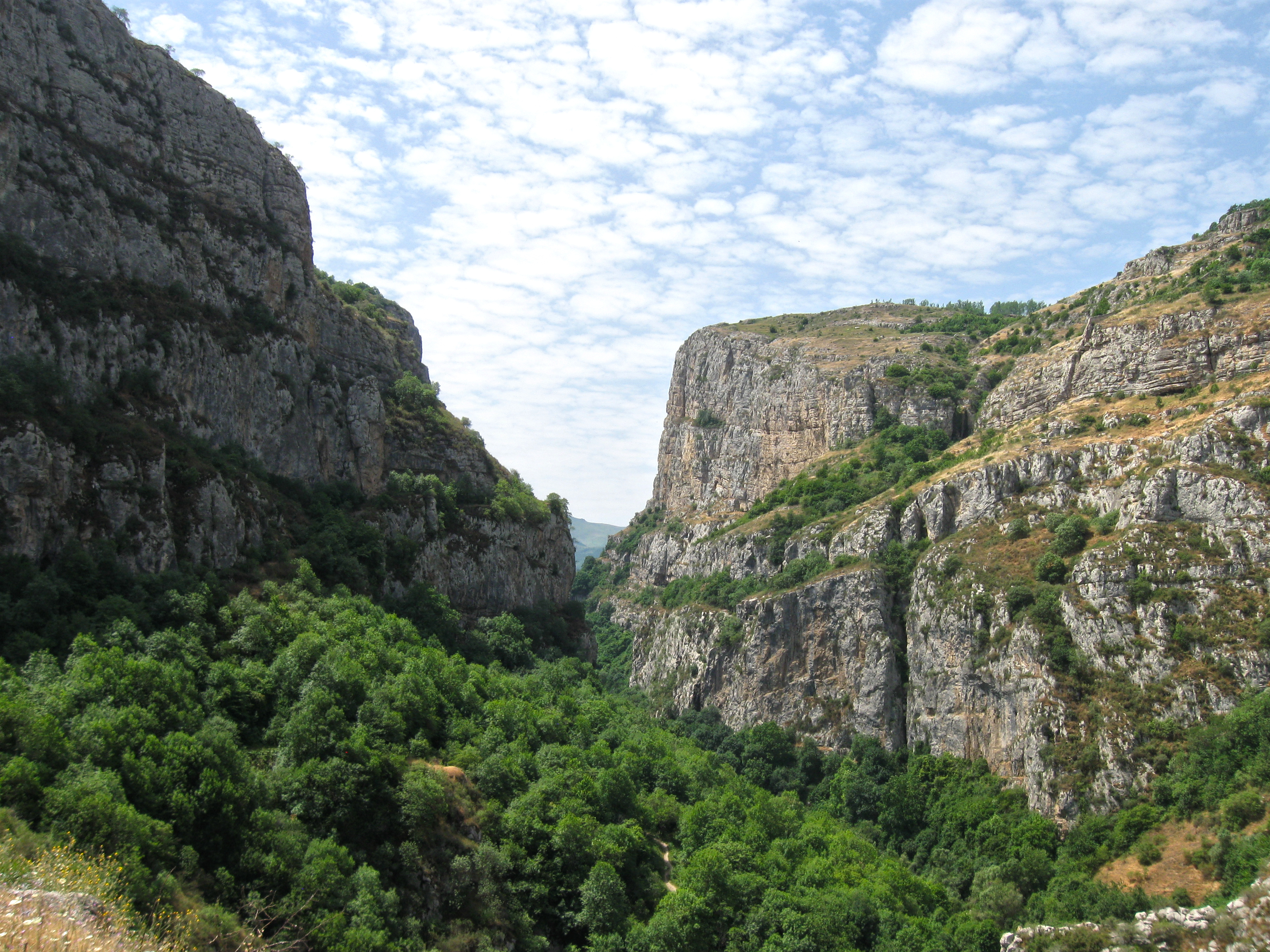
Réserve naturelle de Hounot

Le travail est en cours pour améliorer et développer le tourisme dans le Haut-Karabagh. Pour ce qui concerne l'amélioration une société suisse Sirkap Arménie a construit plusieurs hôtels modernes dans différentes régions du pays. Il n'en existait que quatre, au début des années 1990, avant l'indépendance du pays. À Stepanakert, il en existait 10 en 2003. En 2014, il existe maintenant 45 hôtels dans le Haut-Karabagh. Ils fonctionnent avec 1187 lits dans 25 zones de loisirs. À la fin de l'année 2017, le Haut-Karabagh disposait d'une cinquantaine d'hôtels. Il existe aussi quatre centres d'informations à Stepanakert, à Chouchi, dans la réserve archéologique Tigranakert et dans la maison-musée de Nikolas Douman (village de Tsaghkashat),, ainsi que des guides agrées et 8 voyagistes (situation en 2017).
Parmi les types de tourisme qui se répandent au Haut-Karabagh le plus populaire est la randonnée. Pendant des siècles il a existé de nombreux chemins et sentiers dans le pays qui étaient fréquentés par la population locale pour rejoindre des villages voisins. C'est sur le tracé de ceux-ci qu'a été développé le sentier de randonnée Djanapar. Les touristes qui le parcourent ont l'occasion de profiter des beautés naturelles et architecturales rencontrées en chemin. En outre le Djanapar a été conçu pour rejoindre entre eux les villages, ce qui permet de programmer aisément ses hébergements et nuitées. Treize sentiers de randonnée ont été créés au sein de la compagnie Janapar trail. Ces sentiers couvrent pratiquement tout l'ensemble du territoire du Haut-Karabagh. Sur les itinéraires de ces sentiers, la réserve Hounot est devenue un des principaux centres de tourisme. Des itinéraires séparés ont été créés en fonction des souhaits spécifiques des touristes :
1. des itinéraires pour les curiosités naturelles.
2. des itinéraires pour les monuments architecturaux historiques.
3. des itinéraires pour les visites de grottes.

L'association Step s'occupe de tourisme dans la montagne et ouvre des camps pour les amateurs de ce type de tourisme.
Depuis octobre 2015, un projet est en cours d'implantation pour introduire un projet intitulé Eco-village Artsakhdont le coût total s'élève à 20 millions de dollars. Il sera implanté près du village de Noragyukh du raïon d'Askeran, avec les fonds de la fondation IDeA, cofondé par le philanthrope Rouben Vardanian. Au carrefour des villages de Astkhashen, Patara et Hndzistan, là où la route mène au monastère de Gandzasar dans la région de Martakert la possibilité a été offerte à la population des villages voisins de vendre des produits agricoles biologiques aux touristes. Chaque producteur appose une étiquette originale pour indique la région où les produits ont été cultivés. Le gouvernement du Haut-Karabagh a mené des travaux de recherche, a organisé des manifestations sur la stratégie de marque et la vente de produits agricoles et a créé des camps environnementaux.
L'écotourisme se développe dans la région du fait des ressources culturelles et de loisirs. Le tourisme historico-militaire se développe également. Il permet de se familiariser avec le potentiel militaire, l'équipement du pays et les lieux d'opérations militaires. Les touristes sont attirés par le patrimoine architectural et historique ancien du Haut-Karabagh et ses complexes monastiques. Depuis mai 2017, l'Aéroport de Stepanakert et le projet Yell Extreme Park a donne un point de départ au tourisme aérien. Un projet conjoint prévoit la mise en œuvre de vols touristiques à double pilotage. Les monastères de Gandzasar (XIIIe siècle), d'Amaras (IVe siècle), de Dadivank (IXe siècle), la zone de fouille de l'ancienne cité de Tigranakert, la grotte d'Azokh, le musée Nicolas Duman, les anciennes forteresses, la nature, l'écologie, la qualité de l'air, la bienveillance et l'hospitalité de la population locale sont autant d'éléments attrayants pour les touristes étrangers.
L'entrée en territoire du Haut-Karabagh n'est possible en raison du conflit avec l'Azerbaïdjan que par l'Arménie par la route allant de Goris à Stepanakert. Ce passage était connu lors du conflit sous le nom de Corridor de Latchin. Aujourd'hui, il est l'une des meilleures section d'autoroute du Sud-Caucase depuis sa reconstruction. Toutes les heures partent d'Erevan des autobus vers Stepanakert. Depuis 2018 est entré en vigueur le programme Tourist Friends grâce auquel les touristes peuvent recevoir toutes les informations qu'ils souhaitent sur leur centre d'intérêt dans la république du Haut-Karabagh

### Éditions imprimées
Des informations sur les possibilités touristiques du Haut-Karabagh ainsi que des guides touristiques sont publiés dans différentes publications spécialisées sur le tourisme contenant des informations sur le hôtels, les restaurants, les curiosités, et sur l'histoire et la culture du Haut-Karabagh. Une de ces publications s'appelle Gora et une autre Arménie touristique qui contiennent des cartes de l'Arménie et du Haut-Karabag.

### Types de tourisme
- écotourisme
- tourisme militaire historique
- tourisme aérien
- tourisme ethnique
- tourisme pour les enfants et les jeunes
- randonnées (sentier Janapar (en))
- tourisme de montagne
- tourisme extrême[21]

### Festivals et évènements nationaux

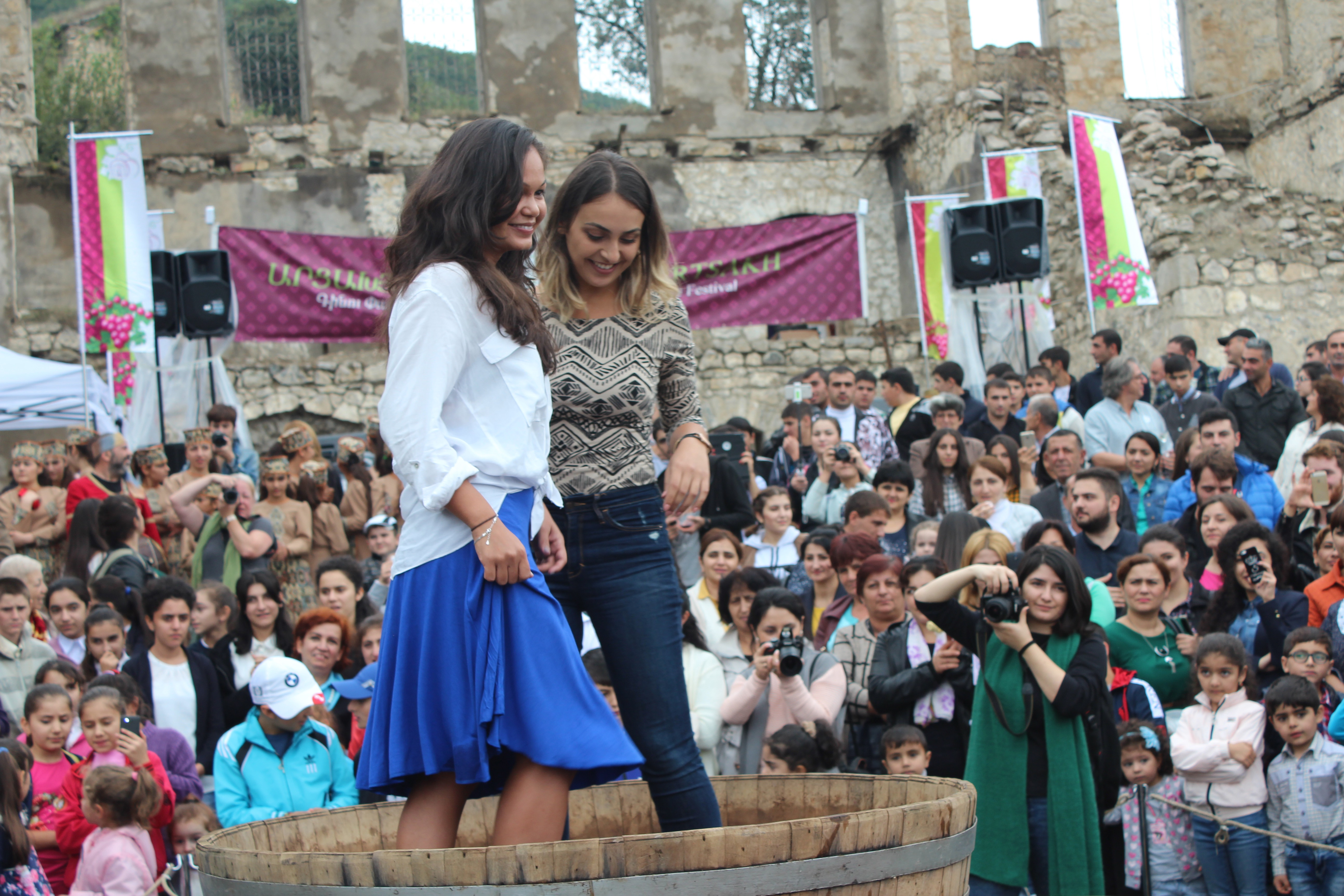
Arianne Caoili, championne du jeu d'échecs (à gauche), d'origine philippine devenue australienne, au festival du vin du village de Togh.

L'une des incitations au développement du tourisme au Haut-Karabagh est la diffusion des traditions nationales et des coutumes populaires. Les festivals annuels contribuent à la popularité du tourisme de proximité. Ainsi, dans le cadre du programme en cours pour la préservation du patrimoine immatériel de la population du Haut-Karabagh, dans le village de Hin Chen, dans le raïon de Chouchi a lieu le festival Khnosti (beurre de lait de vache fouetté). Le processus du barattage du lait est présente accompagné de jeux et de chants dans une atmosphère conviviale traditionnelle. Sur le territoire de la maison-musée de Nicolas Douman dans le village de Tsaghkashat (Askeran) se tient un festival du Djingialov Hac (pain et légumes), de tous les chefs du Haut-Karabagh qui s'affrontent pour préparer les meilleurs plats de la cuisine de l'Artsakh. Par ailleurs dans le village de Khantsk en Askeran, c'est un festival du pain national cuit au four; dans celui de Drakhtik en Hadrout, c'est un festival de salaisons, et dans le village de Togh un festival du vin du Karabagh. Ce dernier en fonction de la popularité et de la singularité du festival a été désigné par l'agence Tourstat un des meilleurs festival de vin d'automne de Russie et des régions avoisinantes de celle-ci.

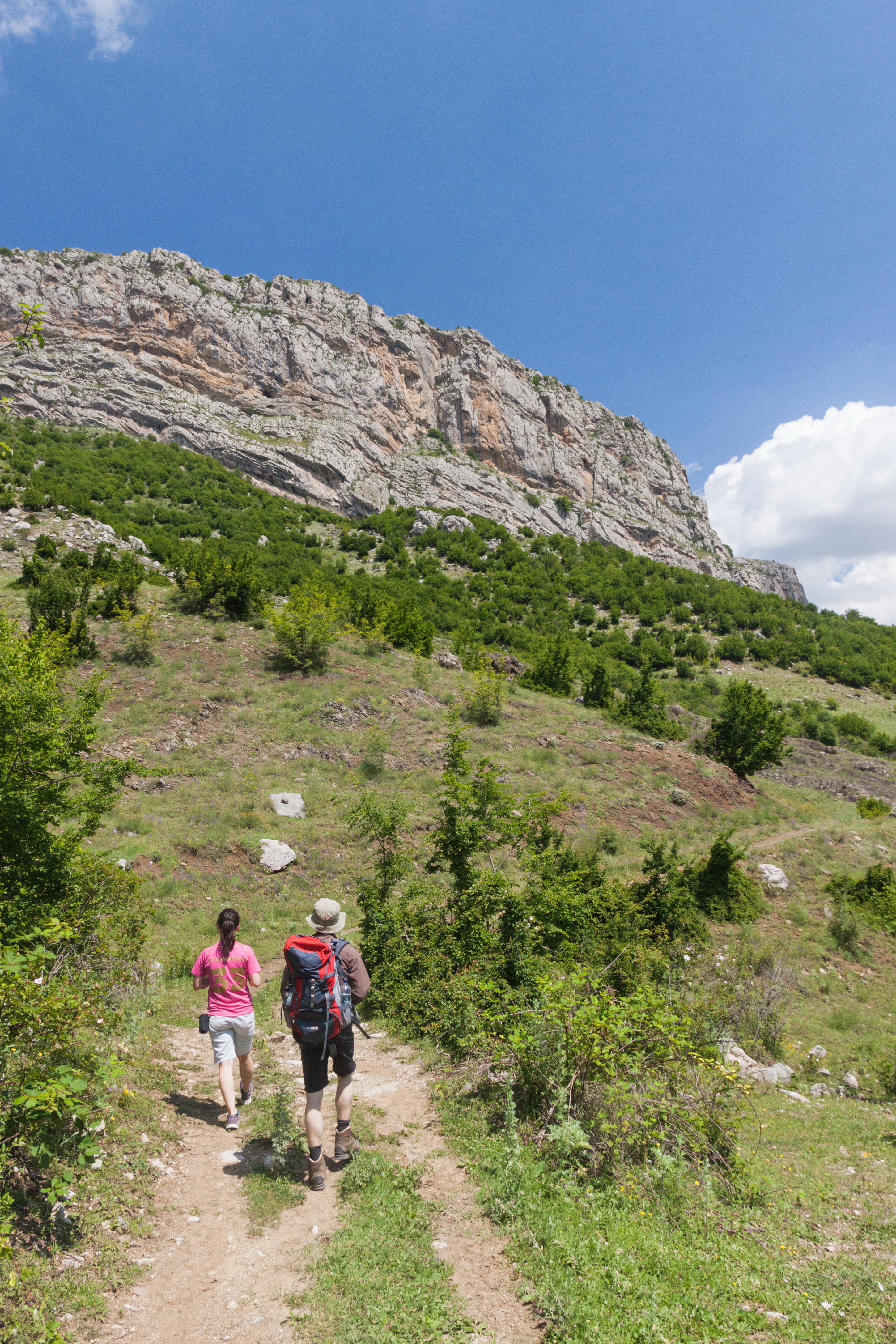
Touristes sur le sentier Djanapar

### Camps de vacances d'été pour les jeunes

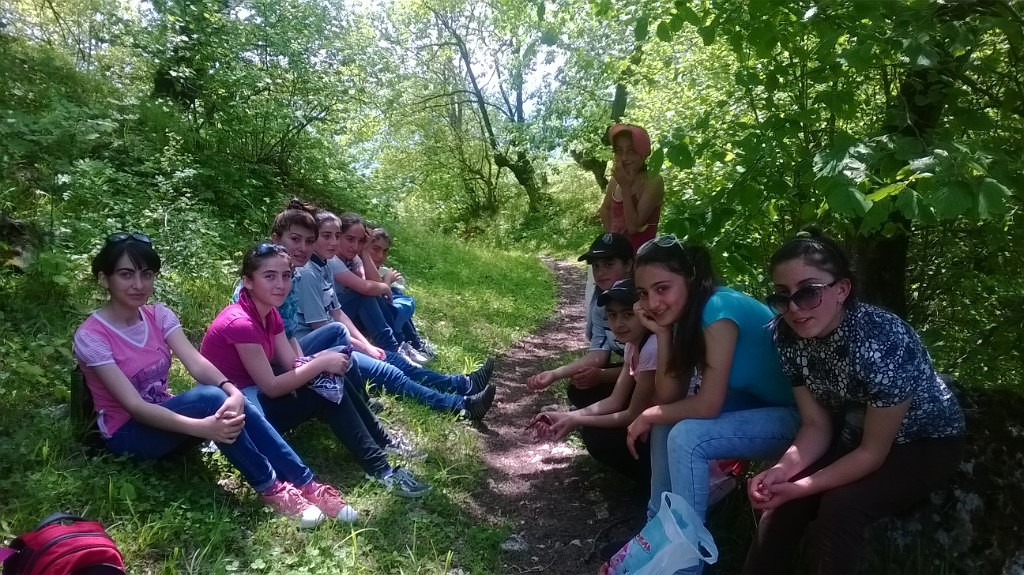
Groupe de randonneurs sur la route de Seïdichen à Oulabab

Chaque année des camps pour les jeunes sont organisés en république du Haut-Karabagh. Ainsi, près de l'ancien temple arménien de Ganzasar, le camp Gandazasar ouvre ses portes à 300 enfants qui s'y reposent au cours de quatre séjours dans la nature magnifique et le bon air. Chaque année, au cours des vacances d'été, les jeunes en âge de faire leur service militaire de toutes les écoles du Haut-Karabagh participent au camp Aspet (Chevalier), organisé par le ministère de la Défense du Haut-Karabagh, dont le niveau pratique n'est pas inférieur à un entrainement militaire. Le tourisme de jeunes se développe ainsi dans le Haut-Karabagh. Grâce à la fédération du tourisme sportif du Haut-Karabagh, et avec l'aide du ministère de la Culture, un camp de tourisme sous tente a été créé à proximité du village de Kolatak dans la région de Martakert. Il est destiné aux enfants et aux adolescents de différents âges sous la direction de touristes expérimentés et de coordinateurs. Les enfants y apprennent la course d'orientation, les techniques connexes (montage des tentes, pliage du sac à dos, etc.). Les jeunes font des excursions sur des itinéraires intéressants, apprennent l'histoire du pays et font connaissance avec la nature. À Chouchi, il existe un camp de lAssociation arménienne évangélique américaine où les enfants de la région, du pays et d'autres pays peuvent se reposer. Chaque année, à Chouchi, se déroule également un autre camp d'été, celui dAram Manoukian, fondé par une personnalité publique arménienne au Canada, la poète Gaïdouk Chamliam et son épouse Anna Chamlian-Davidian. Dans le village de Mets Taghlar dans la raïon de Hadrout se déroule le camp école d'été pour jeunes chefs, qui rassemble des jeunes créatifs et entreprenants, qui y suivent des cours de formation à la gestion et améliorent leurs connaissances de l'anglais. Grâce aux efforts de l'aile de la jeunesse du parti Dachnaktsoution et du syndicat des étudiants, est ouvert en région d'Askerane un camp d'été de 120 jours où les différentes unités participent aux compétitions sportives et à des concours musicaux. Les conseillers de ce camp sont de jeunes Américains des États-Unis qui aident à améliorer la connaissance de l'anglais.

### Itinéraires touristiques
En plus de la capitale, le Haut-Karabagh est composé de sept régions :
| Région      | Population (2010) | Superficie (km2) | Densité  |
| ----------- | ----------------- | ---------------- | -------- |
| Stepanakert | 52 300            | 25,7             | 2 035,02 |
| Askeran     | 17 700            | 1 196,3          | 14,8     |
| Hadrout     | 12 400            | 1 876,8          | 6,61     |
| Martakert   | 19 600            | 1 795,1          | 10,92    |
| Martouni    | 23 500            | 951,1            | 24,71    |
| Chahoumian  | 3 000             | 1 829,8          | 1,64     |
| Chouchi     | 5 100             | 381,3            | 13,38    |
| Kashatagh   | 7 800             | 3 376,6          | 2,31     |

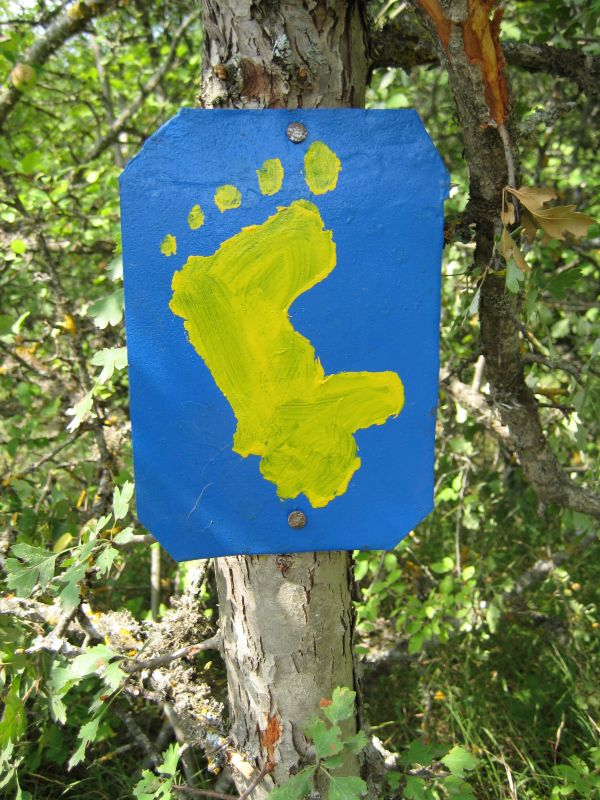
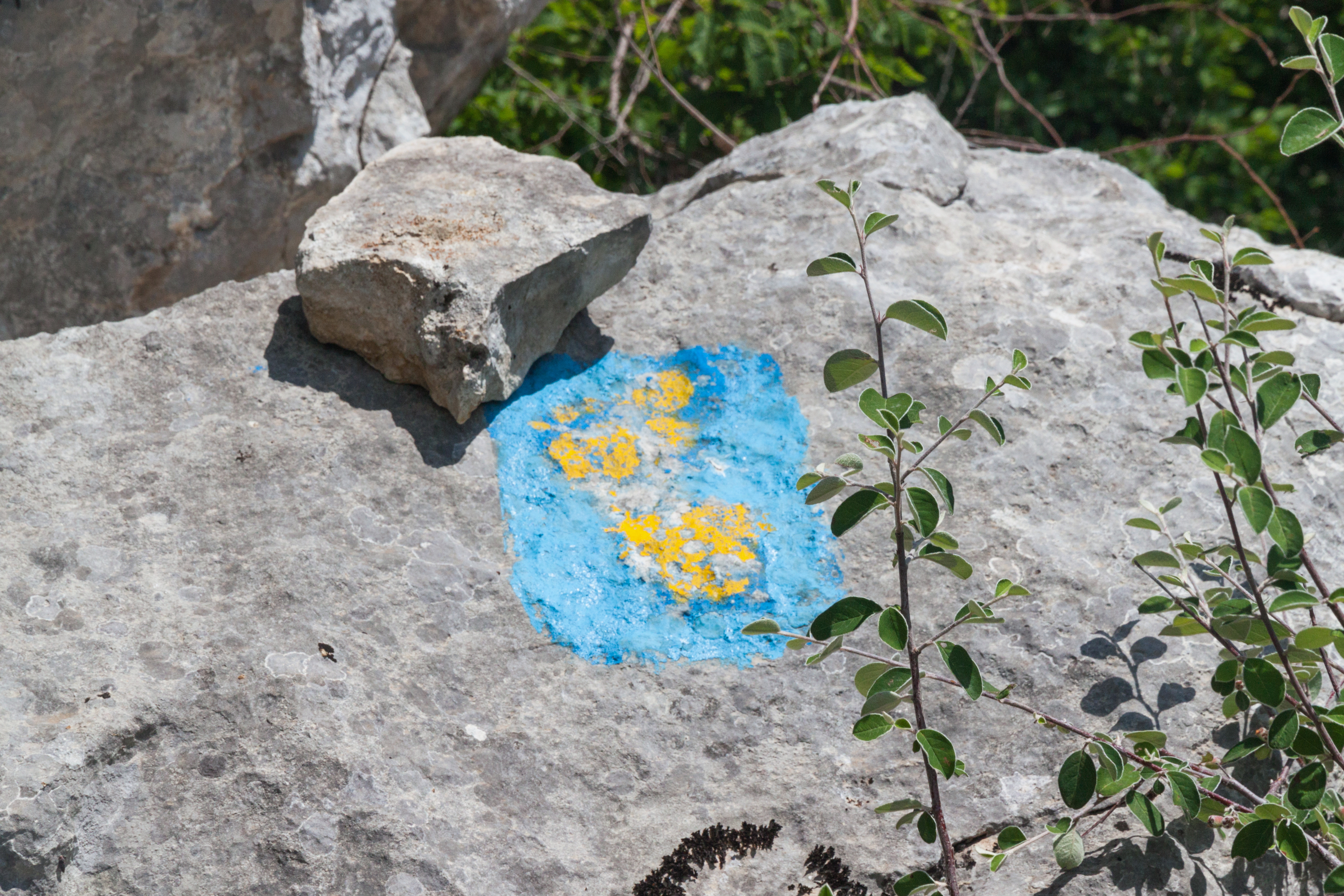
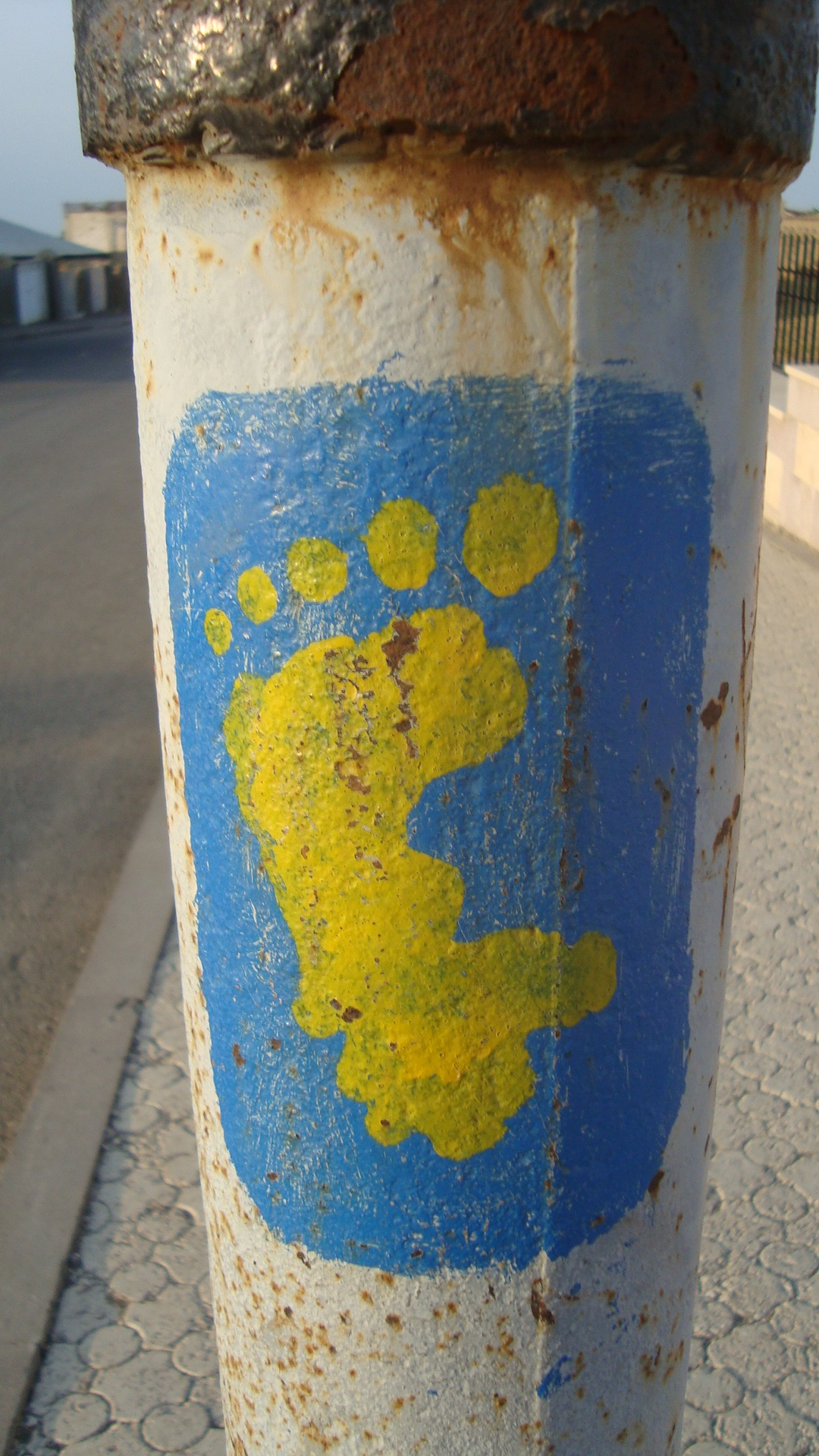
Signe de "Djanapar" à Chouchi
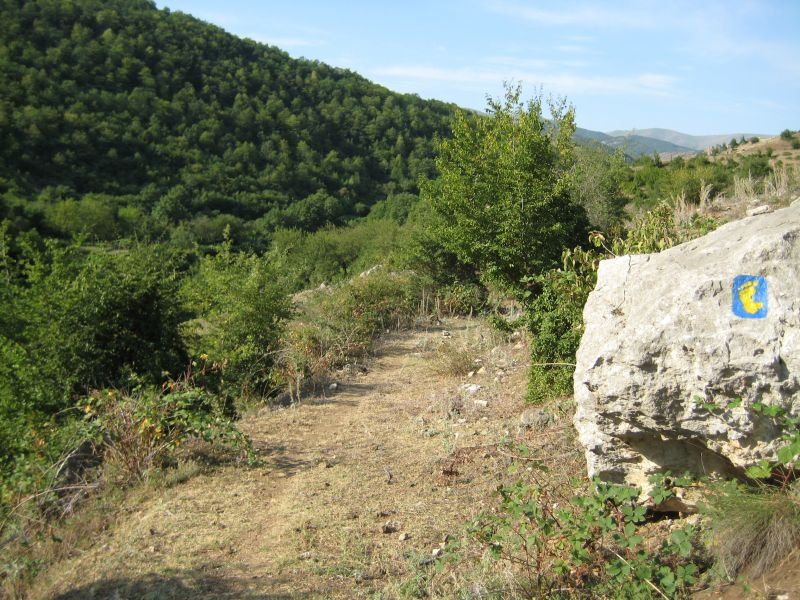

En septembre 2015 a été présenté le premier Guide touristique de l'Artsakh qui propose de parcourir le pays selon cinq itinéraires permettant de découvrir les monuments culturels et historiques et les curiosités de ces régions :
1. Erevan — Stepanakert
2. Partie nord de l'Artsakh
3. Partie sud de l'Artsakh
4. Stepanakert — Martakert
5. Stepanakert — Martouni

## Stepanakert
La capitale de la république du Haut-Karabagh est un exemple d'harmonie entre les principes architecturaux européens et les principes asiatiques mais aussi des principes de la conception de vie elle-même. À l'entrée de la ville a été installée une sculpture culte du peuple du Haut-Karabach. C'est la statue Nous sommes nos montagnes. Elle se présente sous forme de deux énormes bustes en pierre d'un couple de personnes âgées appelées communément Papik-Tatik (le grand père et la grand mère). La place principale de Stepanakert est la place de la Révolution. Le soir de nombreux passants s'y rendent pour profiter du spectacle laser et de l'éclairage unique. Au centre de la ville se trouve aussi le théâtre dramatique et le musée régional d'histoire où sont rassemblés des objets de collections datant de l'antiquité. Actuellement plus rien ne rappelle la guerre. Le parcs et les boulevards ont été restaurés, les habitants se promènent autour de la nouvelle fontaine nouvellement construite sur la place centrale. Dans chaque quartier on rencontre un nouvel hôtel, de nouvelles agences bancaires, des magasins, des bureaux de l'administration. Selon Die Welt, Stepanakert est plus calme et plus propre qu'Erevan. Pour le quotidien britannique The Guardian, la capitale du Haut-Karabagh ressemble aux petites villes arméniennes nichées sur des collines et dont les rues attirent de plus en plus de touristes.

Mémorial à Stepan Chahoumian, le Lénine du Caucase
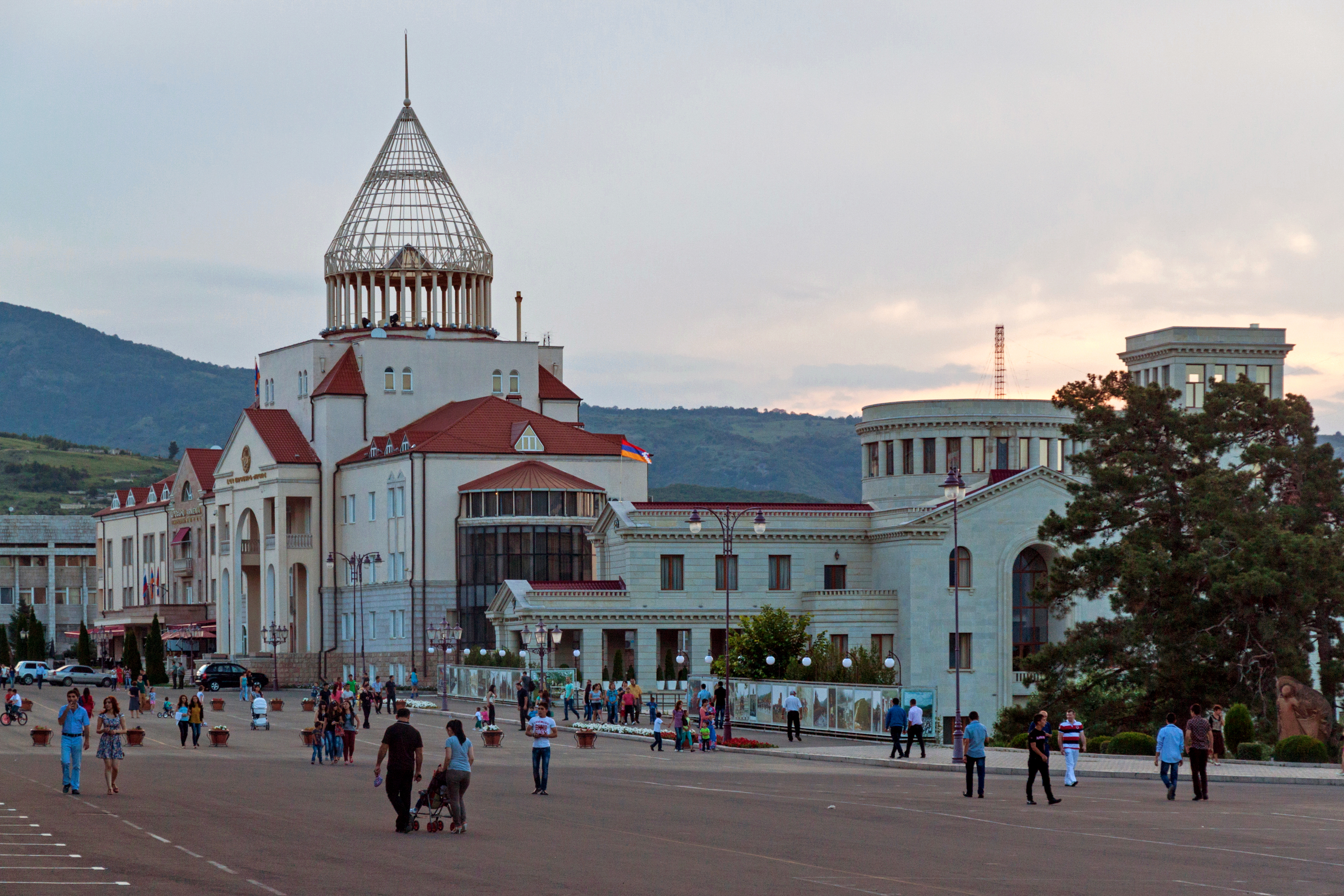
Place de la Révolution
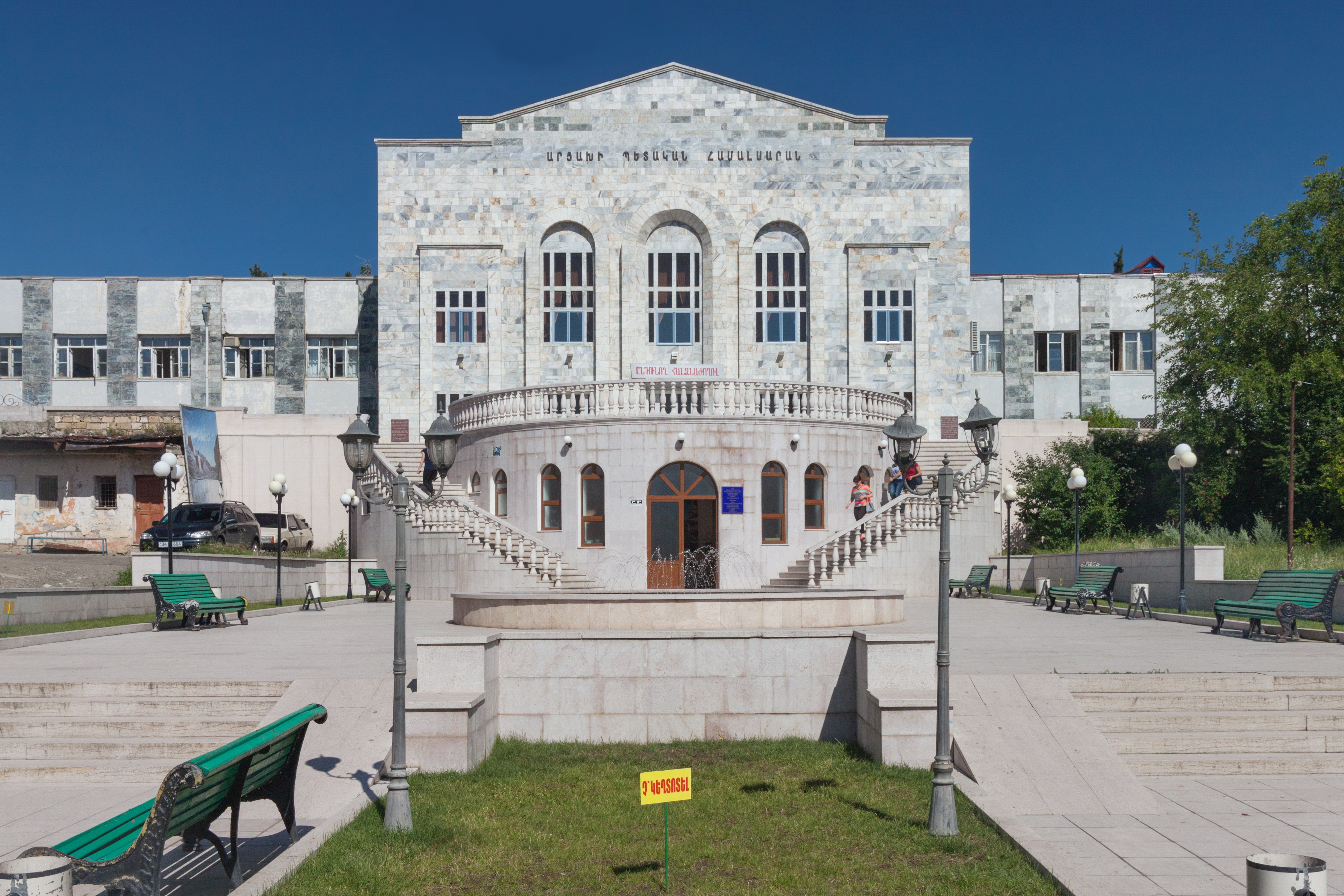
Université d’État de l'Artsakh
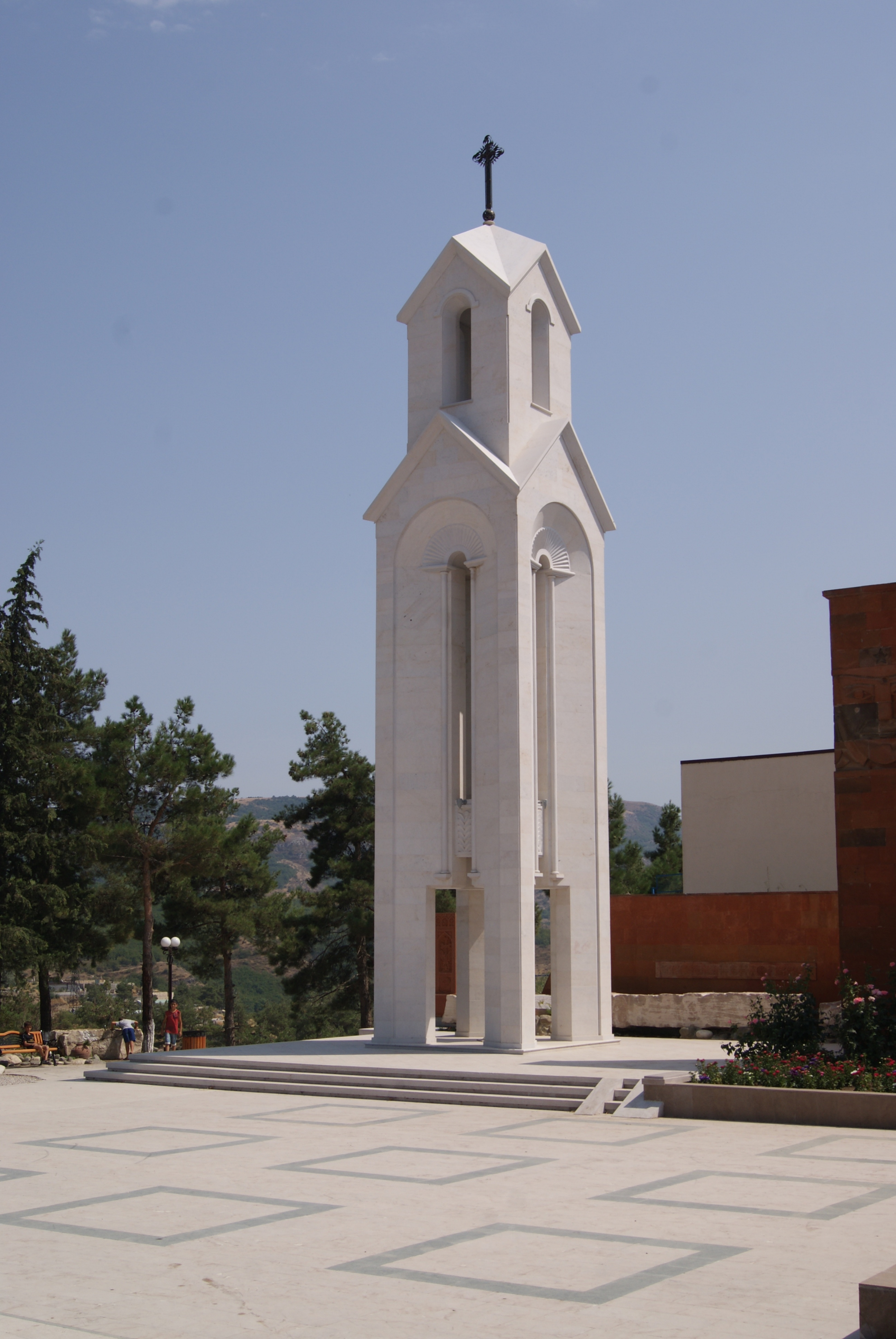
Mémorial du génocide arménien
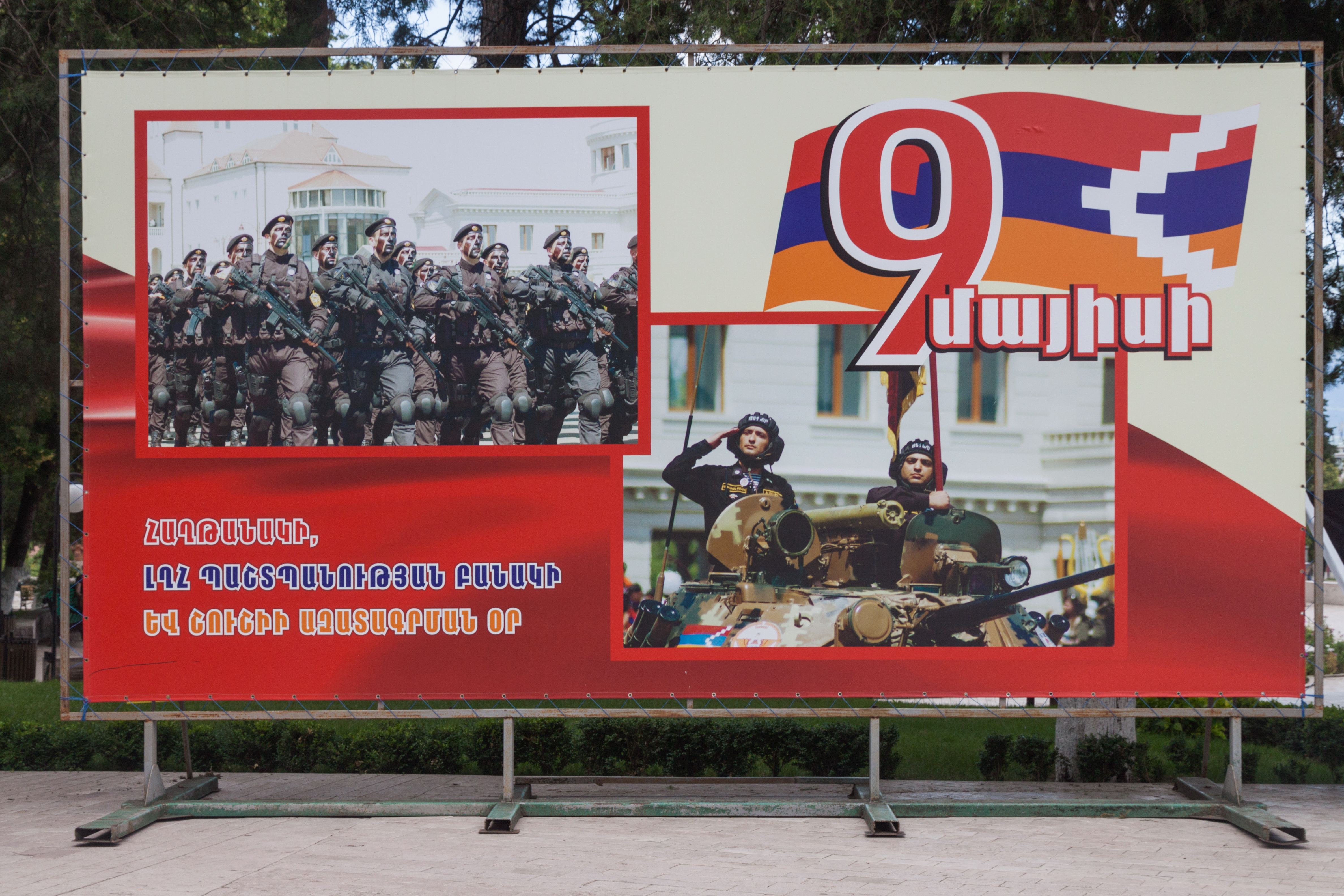
Panneau commémoratif du 9 mai

## Askeran
Le raïon d'Askeran occupe la partie centrale de la république du Haut-Karabagh. Sa frontière sud atteint la région nord de Chouchi et de celle de Martouni. Au nord-est se trouve la frontière avec l'Azerbaïdjan. Le raïon a une superficie de 1 222 km2 et est peuplé de 17 400 habitants. Le territoire de la région a un relief varié : la montagne au sud-ouest, la plaine au nord-est. Les rivières Badara, Kolatak et Karkag traversent le territoire. On y trouve de nombreux monuments architecturaux parmi lesquelles des forteresses (Forteresse d'Askeran), des monastères et des châteaux, des monastères, des églises et des chapelles situées sur les hauteurs des montagnes, dans les vallées et dans la forêt. La nature de la région est incroyablement belle et variée. On y compte une grand nombre de hautes montagnes, de gorges sauvages, de rivières et de forêts ainsi que des sources d'eau potable. Parmi ces dernières celle, curative, du village d'Aygestan. On trouve encore dans ce raïon la réserve Tigranakert et près du village d'Ivanian une sépulture.
Chaque année, le 22 février, le jour de la renaissance d'Askeran la ville accueille le jeu populaire appelé Ma famille. Les gagnants reçoivent des prix en argent et des souvenirs de la fête.

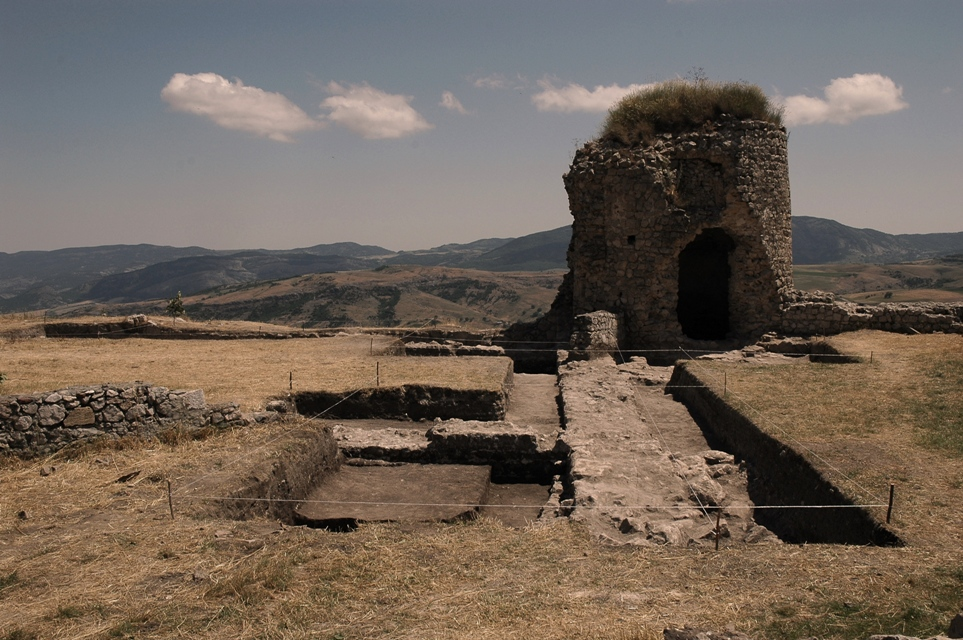
Fouilles à Mkhitarachen
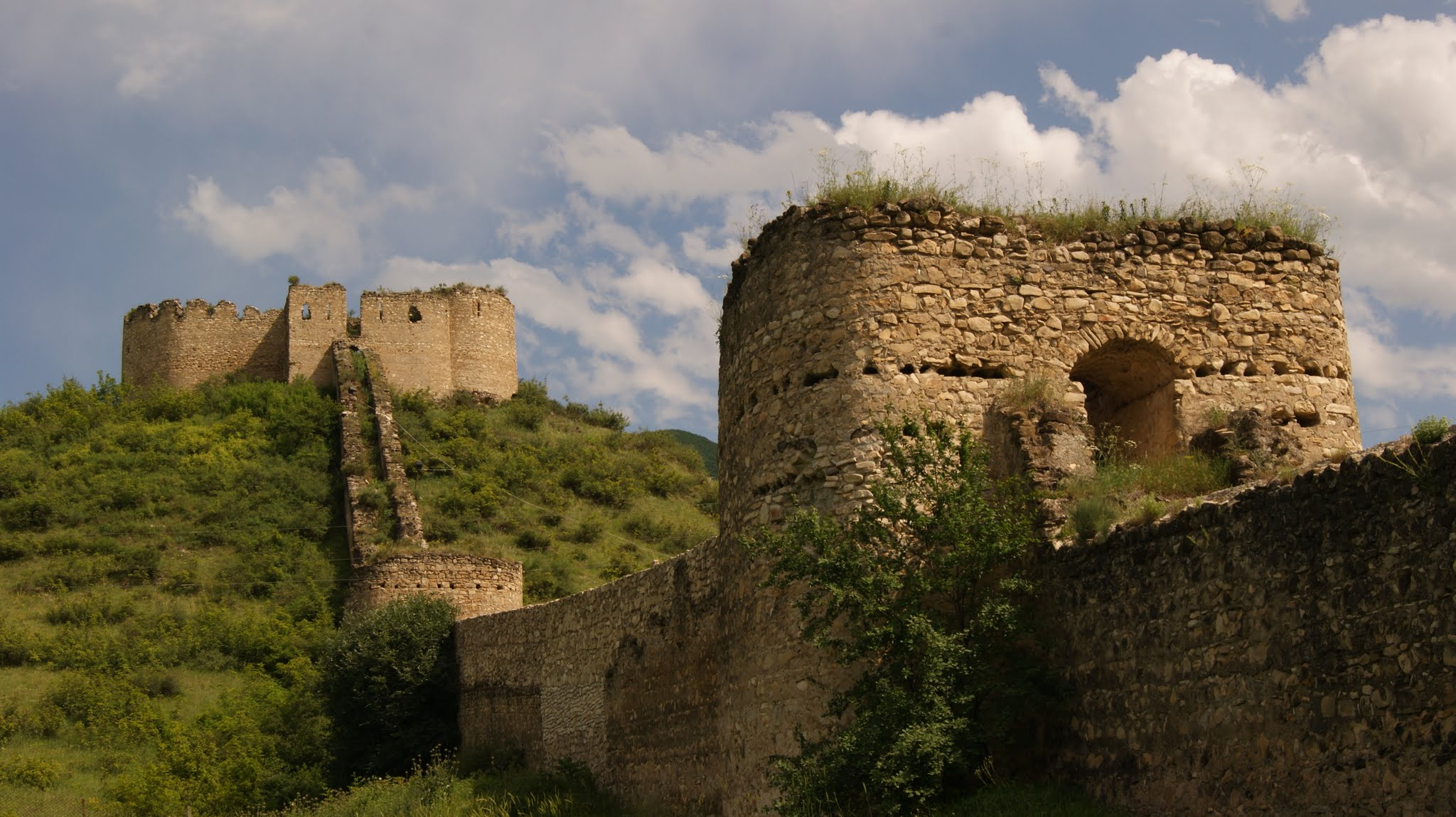
Forteresse d'Askeran
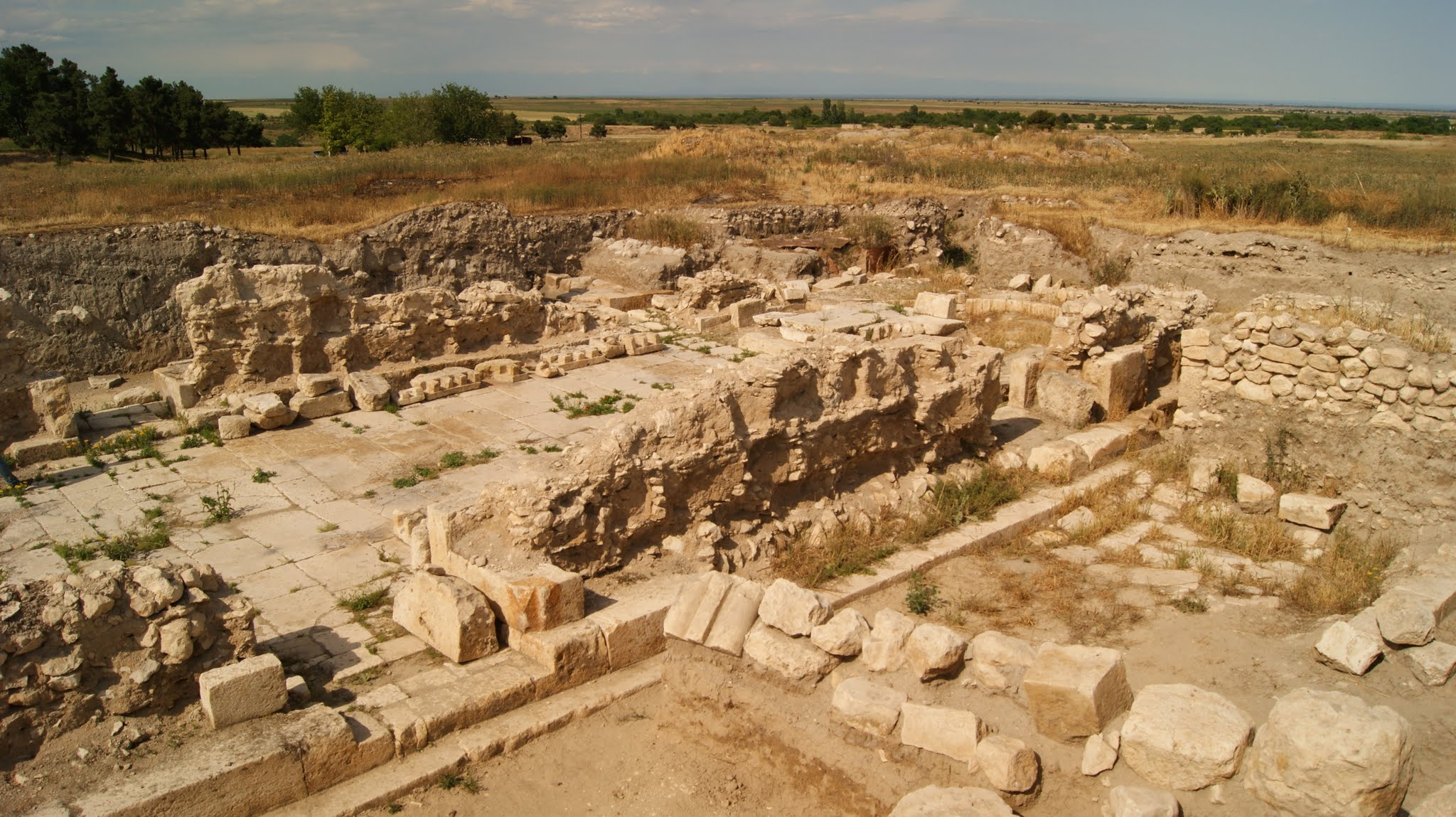
Excavation antique Tigranakert

## Hadrout
Le raïon de Hadrout est situé dans la partie Sud-est de la république du Haut-Karabakh. La frontière sud longe la rivière Araxe, qui sépare le Haut-Karabagh de l'Iran. La frontière orientale du Hadrout est la frontière nationale avec l'Azerbaïdjan. La surface du raïon s'élève à 1 800 km2. Sa population est de 12 000 habitants. Le centre du raïon est la ville de Hadrout distante de 75 km de la capitale de la république Stepanakert. Malgré sa petite surface, la nature est riche : le sud et le sud-est sont constitués de plaines, tandis que le nord et le nord-ouest sont couverts de forêts impraticables et de prairies alpines. Dans la région se trouve un des plus hauts sommets du Karabagh, le mont Dizapaït. La rivière Ichkhanaget parcourt le raïon puis se jette dans l'Araxe. Le raïon de Hadrout est connu dans l'histoire de l'Arménie sous le nom de Dizak et il est considéré comme un musée en plein air. On y trouve de nombreux monastères, des églises, des villages anciens et des forteresses. En son temps, le sportif olympique arménien Vagram Papazian (1892-1986), après avoir visité le raïon d'Hadrout déclara : « Si le Karabagh est un anneau d'or, alors Hadrout est le diamant de cet anneau. »
Le gouvernement de la république d'Artsakh accorde une attention particulière au développement de cette région dans le domaine touristique. Le Palais princier du melik Dizak dans le village de Togh a été restauré,.
La région de Hadrout est non seulement riche en monuments anciens, mais aussi en ressources naturelles, forêts et sources d'eau pure, ce qui en fait une destination recherchée pour le tourisme extrême, l'équitation, la randonnée.
Après avoir visité le village de Karagluh le journaliste de la revue Kommersant; Georges Revzine met l'accent sur les perspectives d'avenir du tourisme dans la région, observant que le village avait conservé les styles de vie des siècles passés.

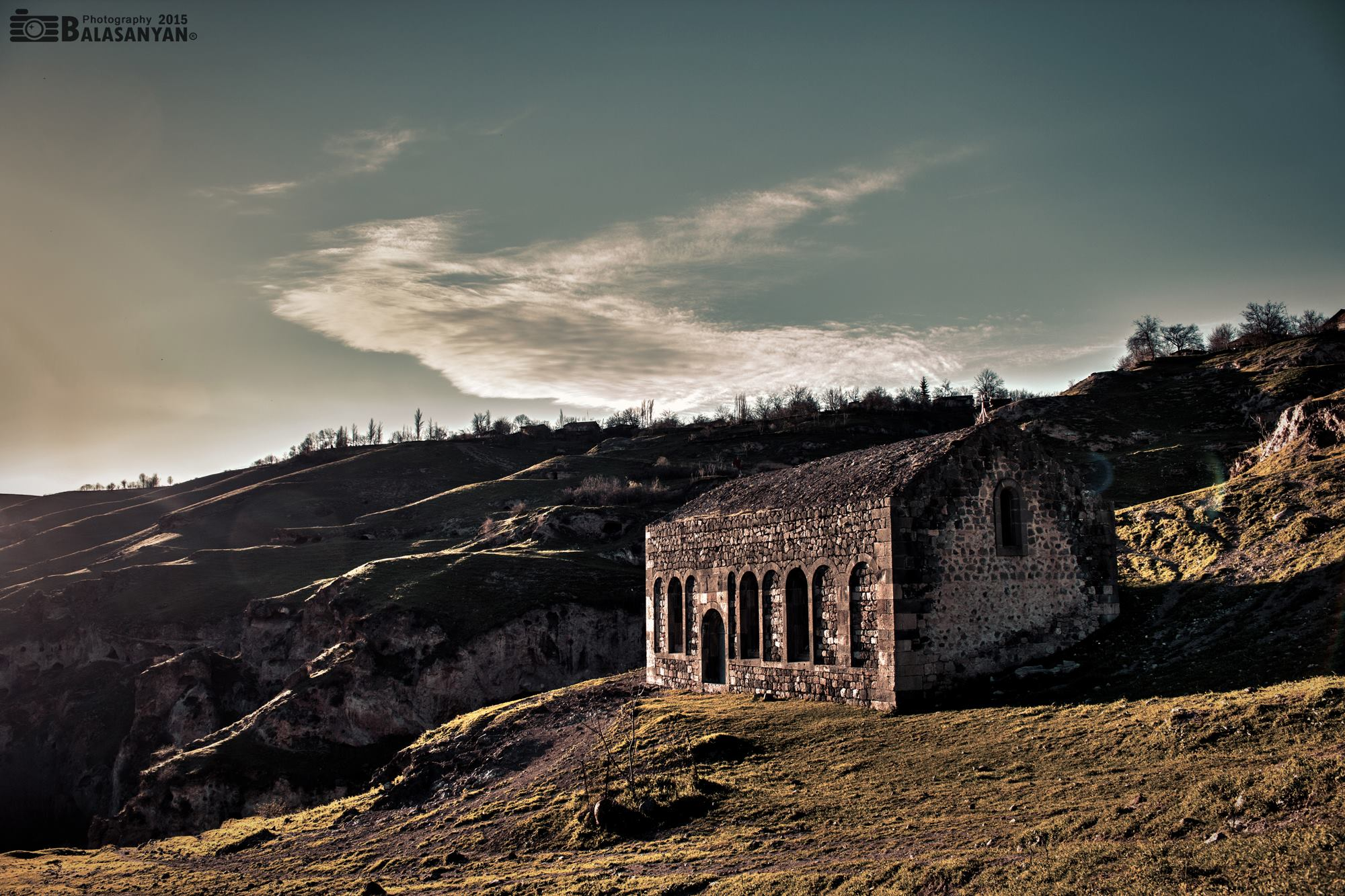
Église Saint Ovanes Togh
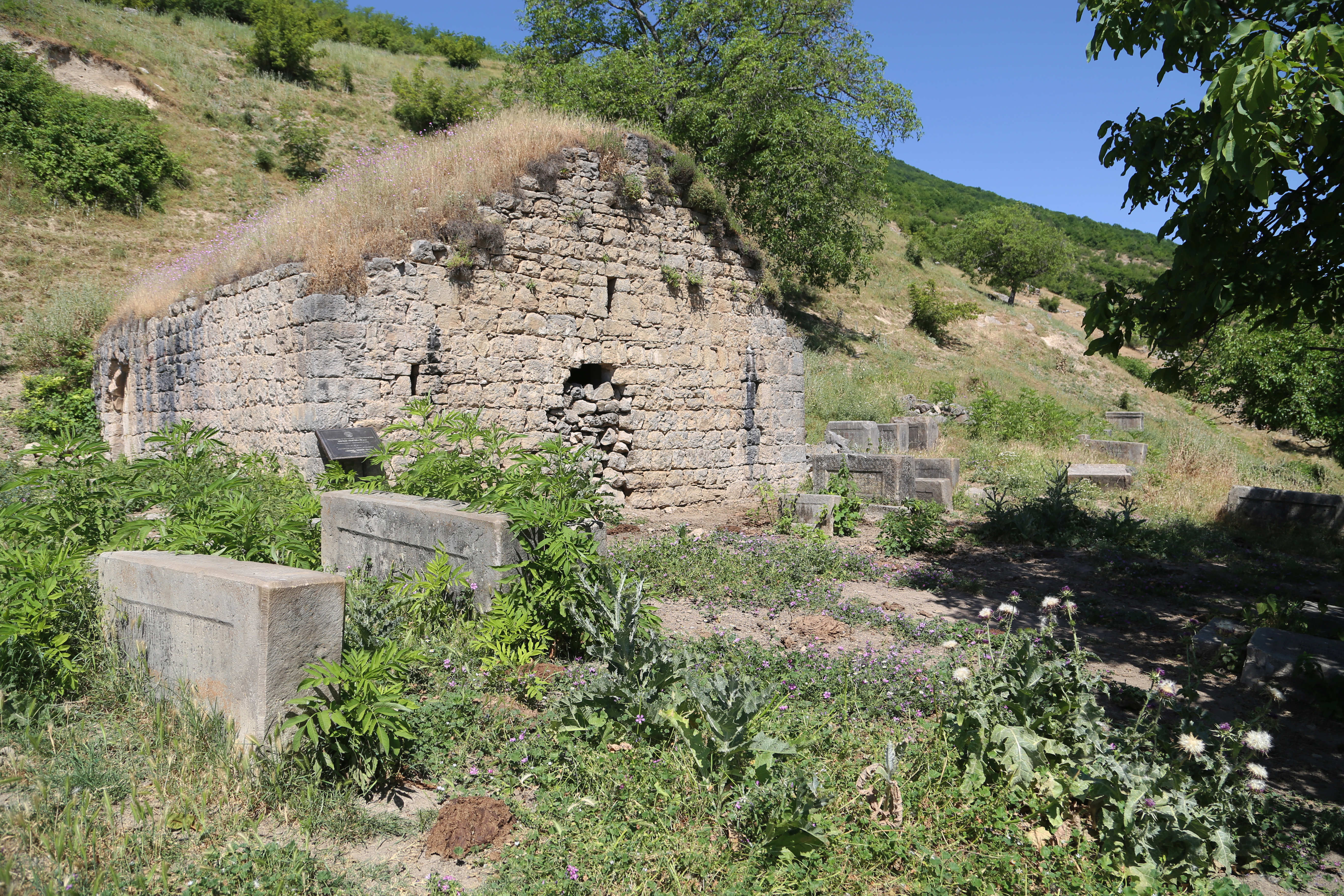
Élise Anapat Togh
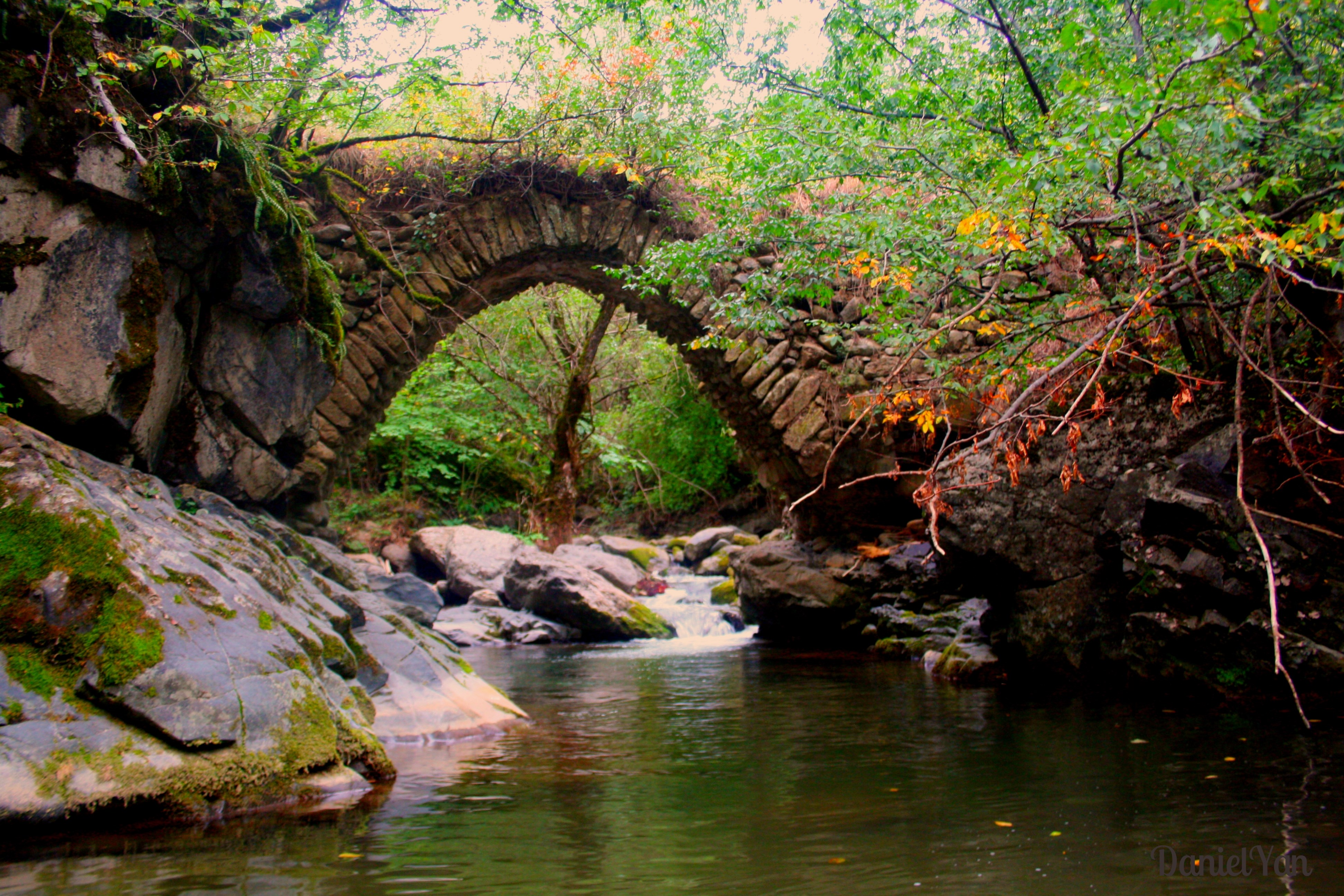
Pont Ikagots Toumi
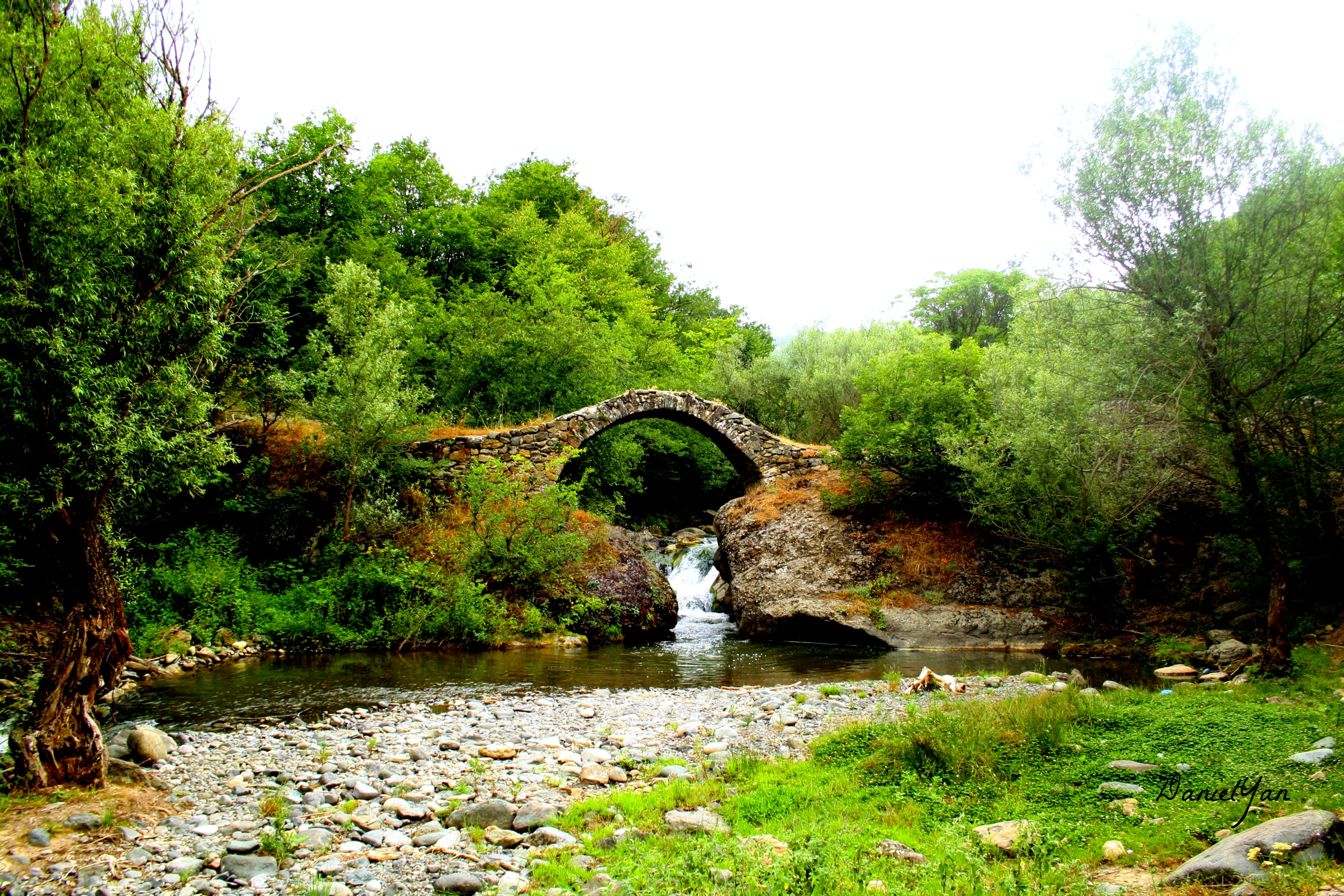
Pont Djervanes Toumi
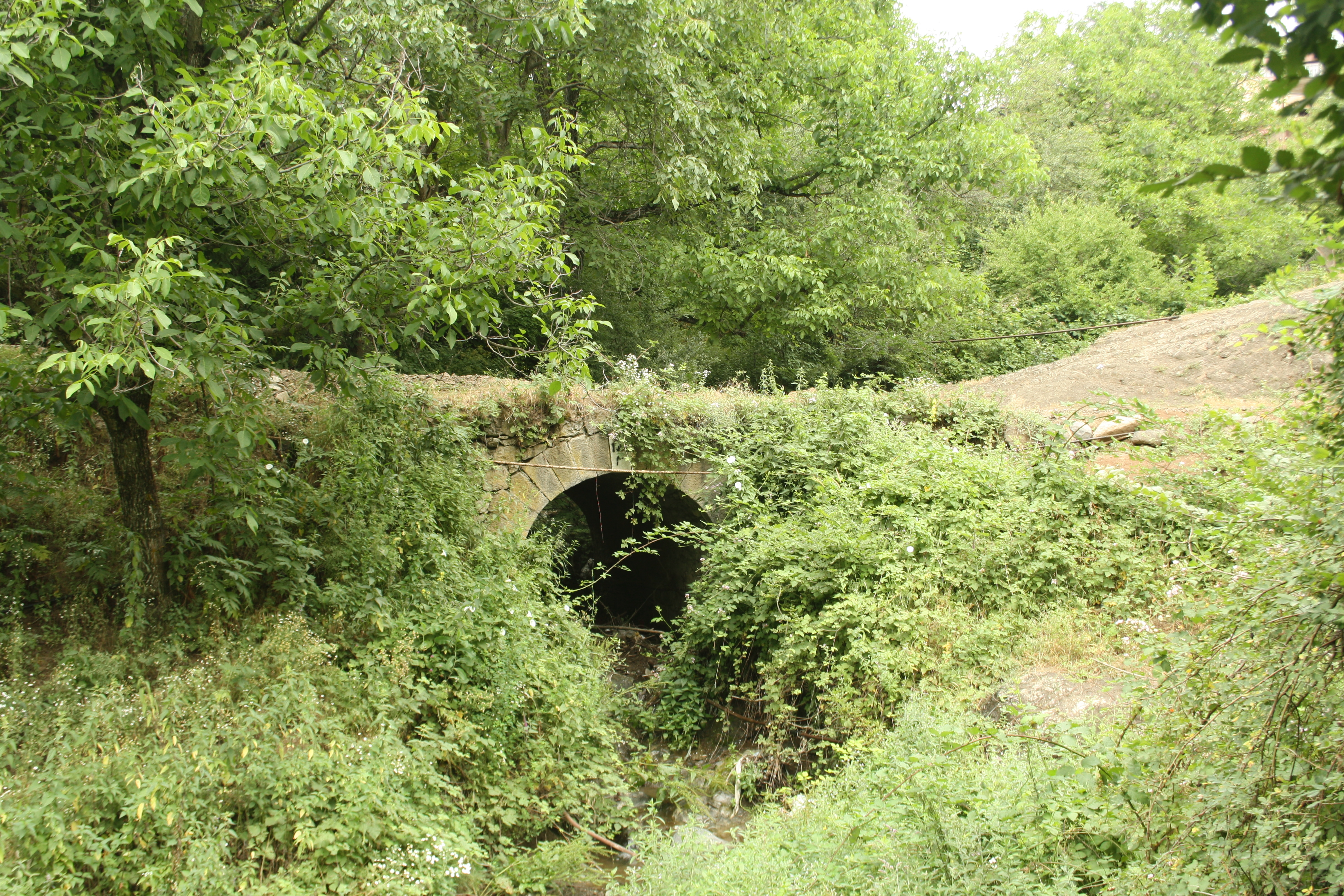
Pont à Toumi

## Kashatagh
La région du Kashatagh est située au sud-ouest de la république du Haut-Karabagh, bordée au nord par le raïon de Martakert. À l'ouest et au sud elle est limitée par la frontière avec l'Arménie et l'Iran. À l'est se situent les régions d'Hadrout, de Chouchi et d'Askeran. La ville de Berdzor se situe au centre, à 45 kilomètres de Stepanakert. La superficie du raïon est de 3 377 km2. Sa population s'élève à 8 550 habitants. C'est une région montagneuse au relief fort échancré. Elle est arrosée par les rivières Agara et Akhavnaget. Jusqu'à présent, le Kashatagh a préservé ses monuments anciens d'architecture arménienne dont beaucoup sont peu visités et n'ont pas encore tous été étudiés. La région est réputée pour ses ressources naturelles variées, bois, rivières, sources minérales et thermales. Elle est idéale pour du tourisme actif (randonnée, équitation, escalade, alpinisme, rafting sur rivières de montagne).

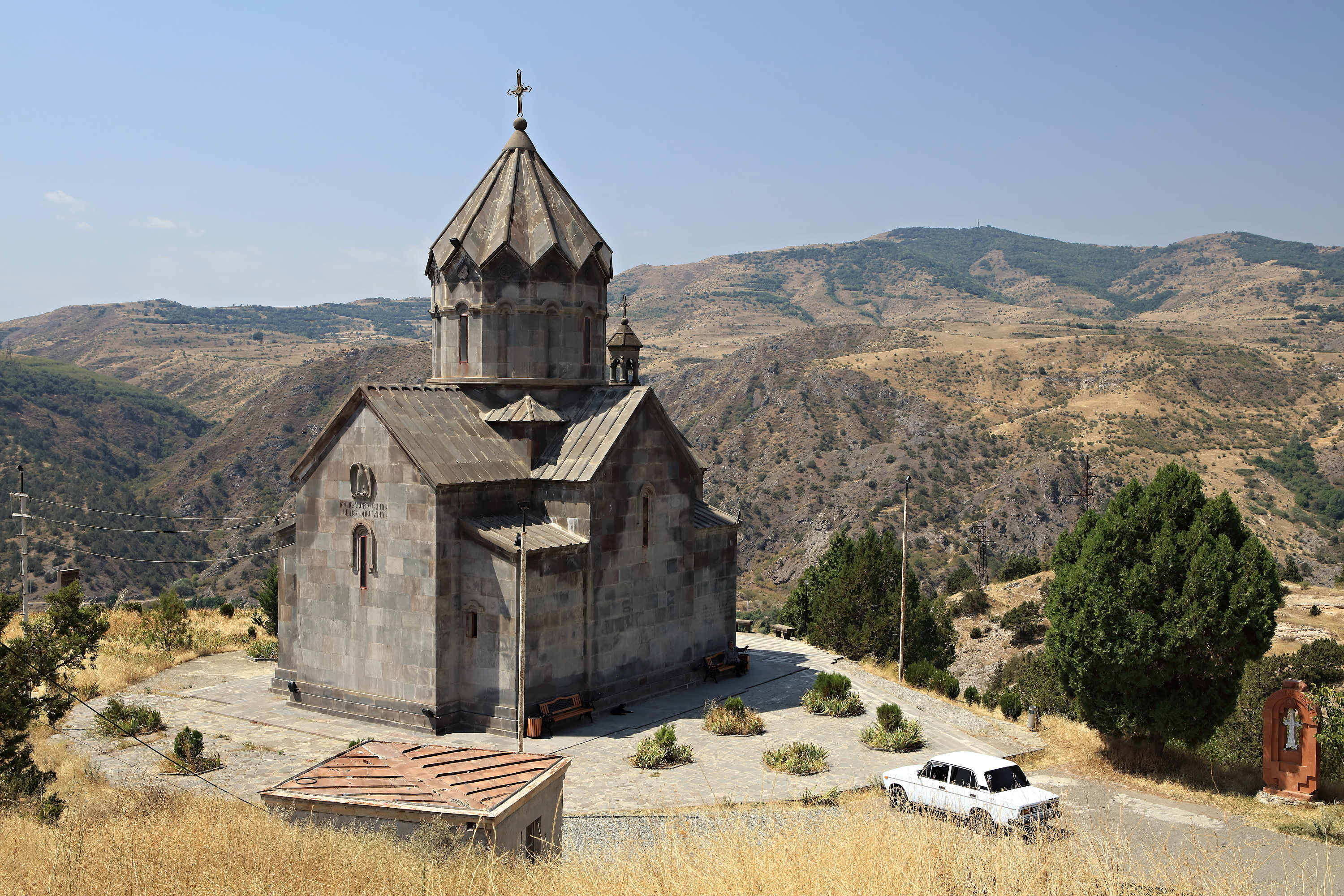
Église dans le Latchin
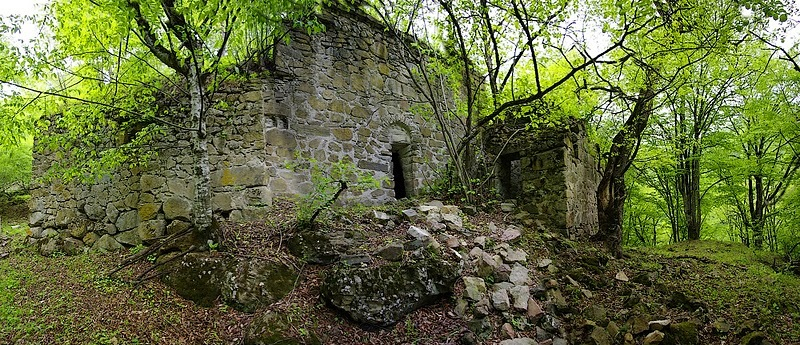
Monastère de Katyravank anno 1204
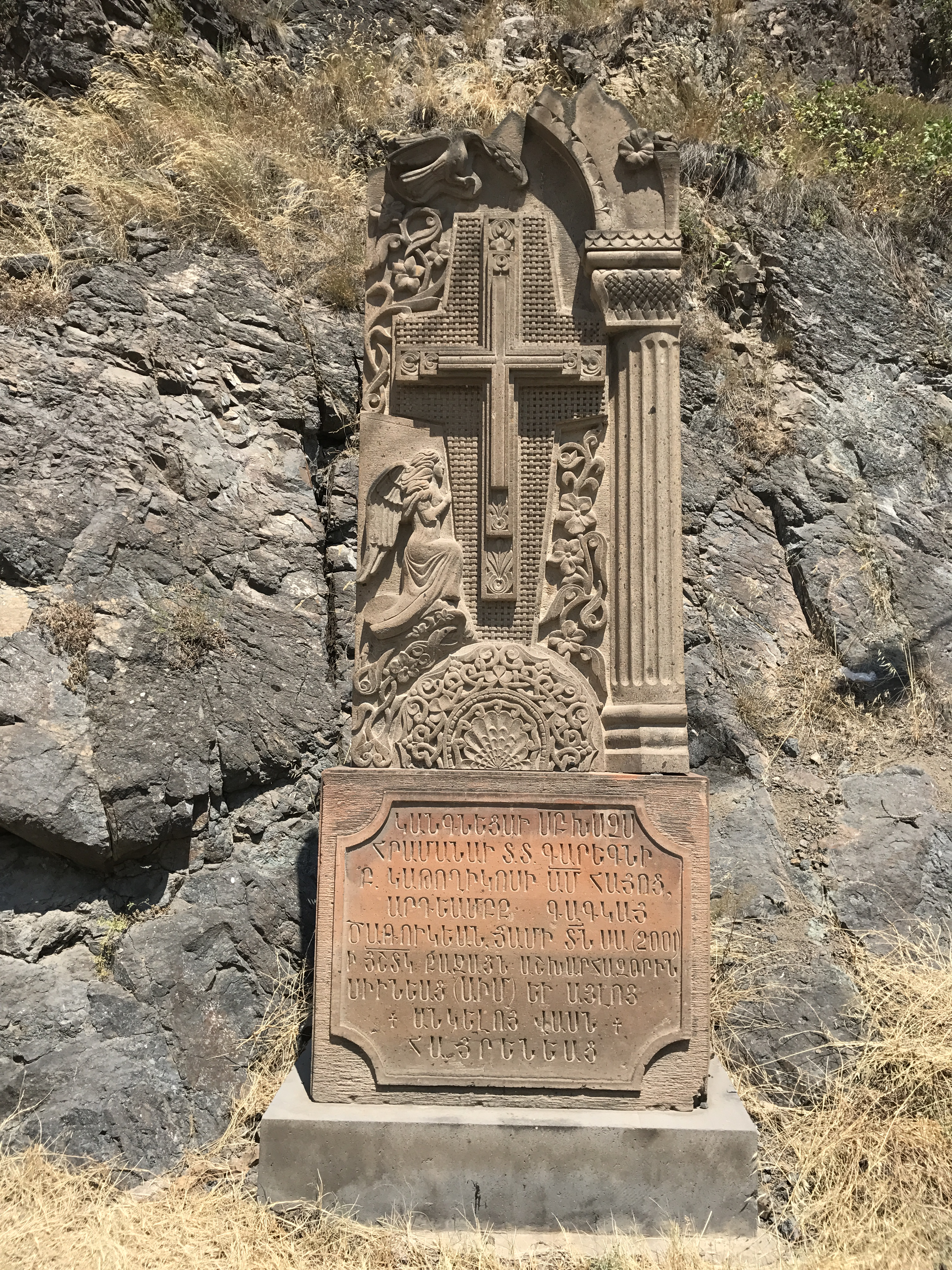
Khatchkar à la frontière arménienne et du Haut-Karabagh en souvenir des victimes de la rupture du blocus.
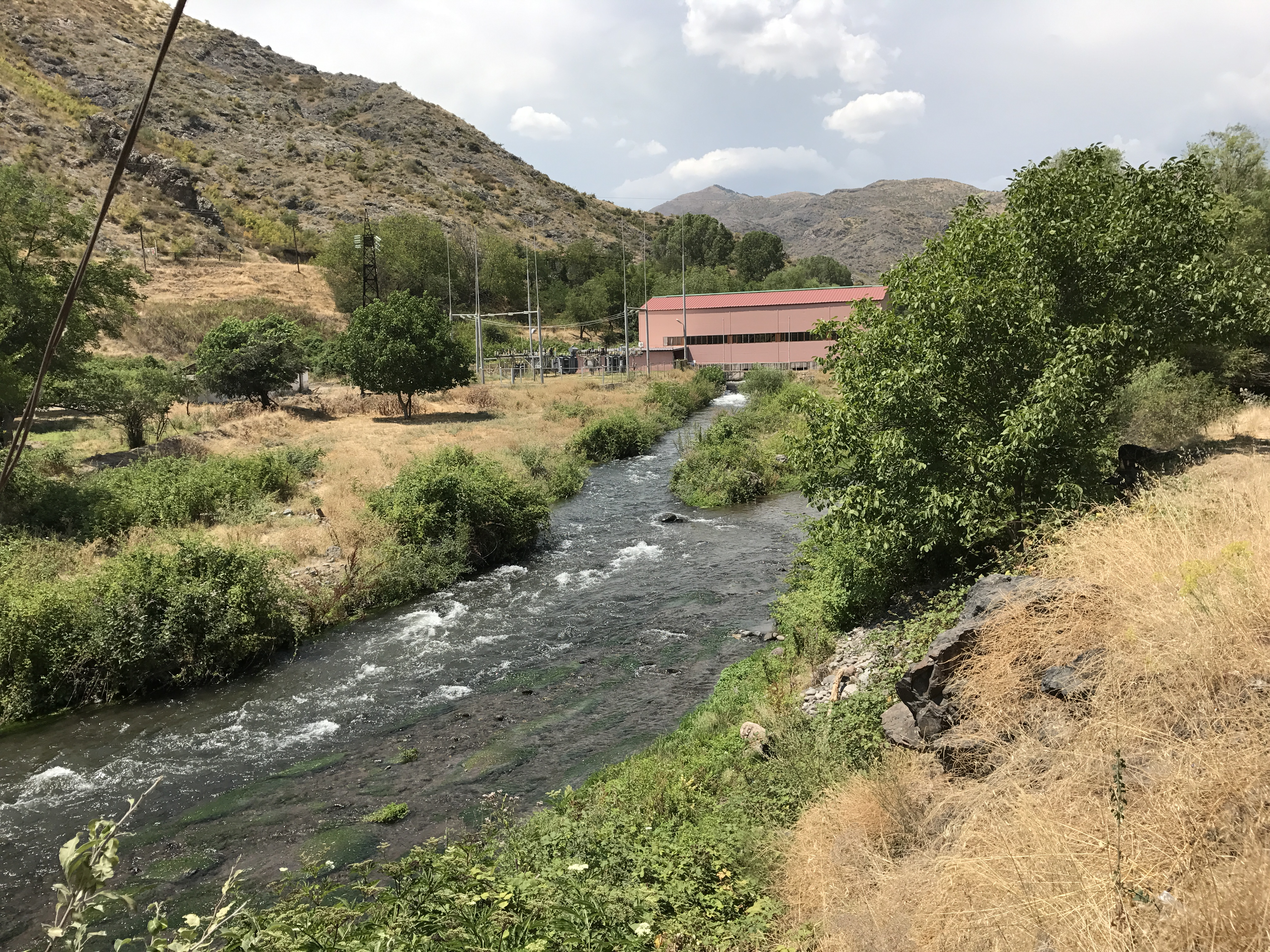
Corridor de Latchin (checkpoint)
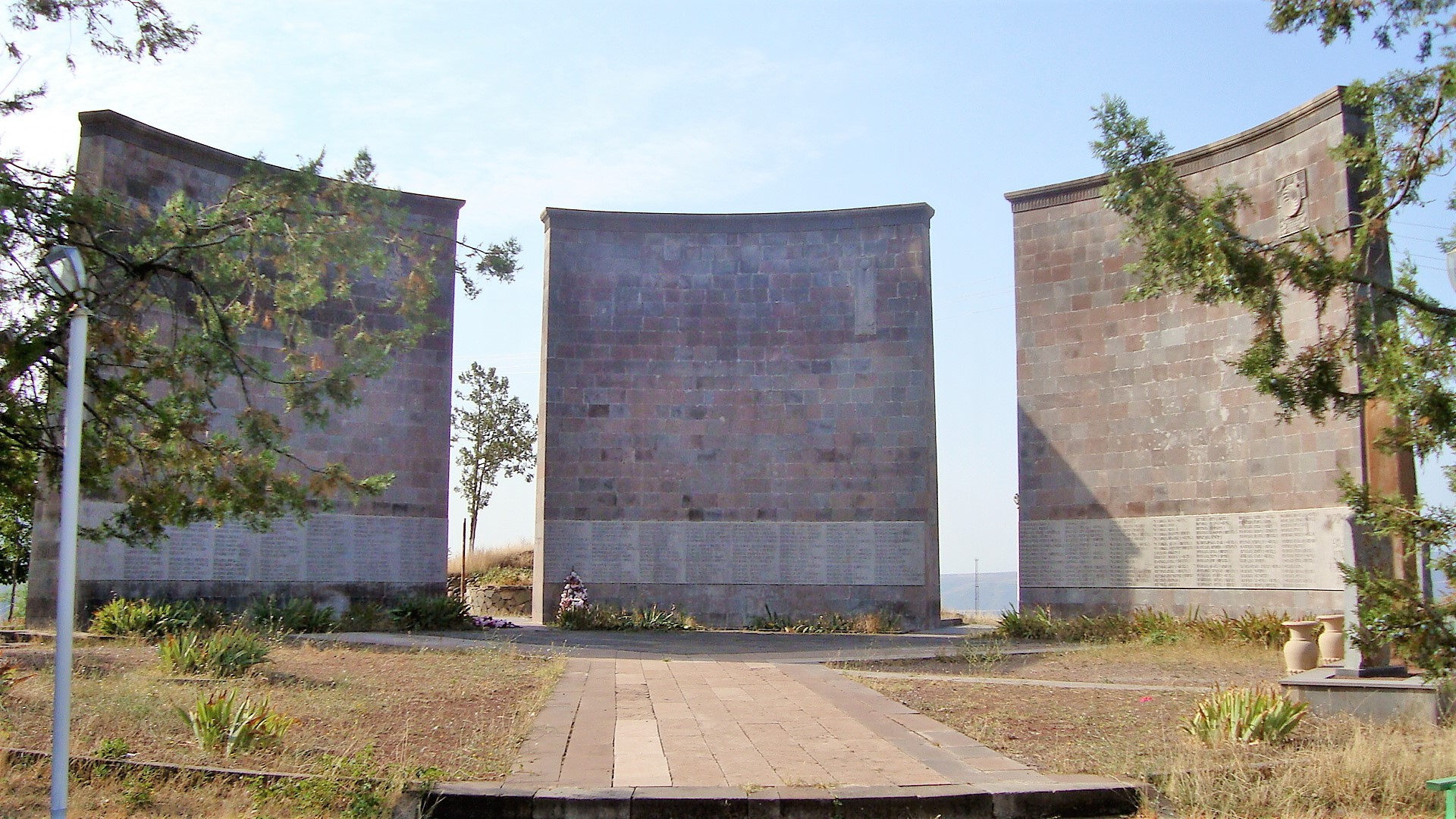
Monument aux victimes de l'indépendance à Berdzor
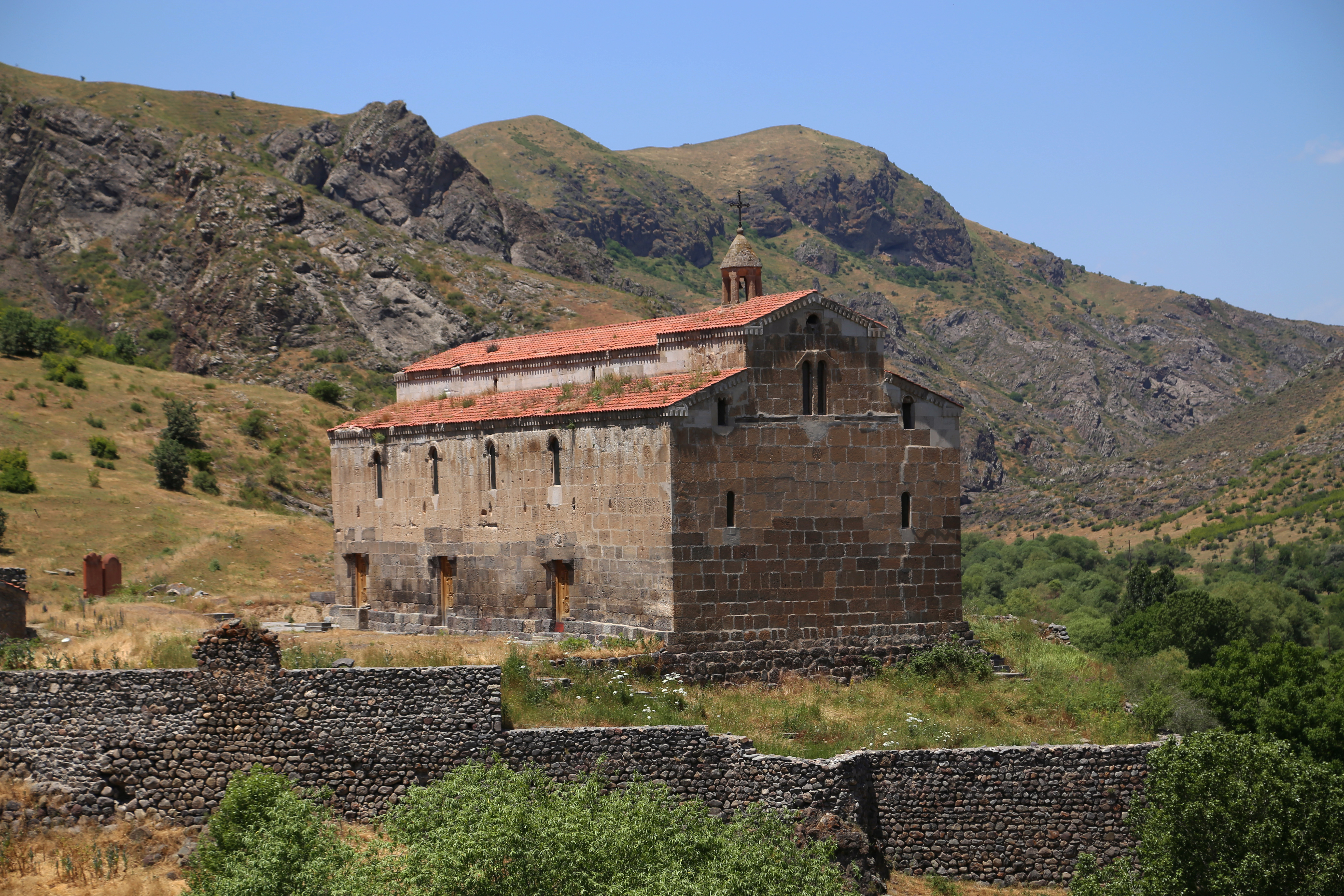
Monastère de Tsitsernavank IV—VI в.

## Martakert
Dans le village de Nor Aïkadjour, les touristes ont l'occasion de visiter des sites d'excavations archéologiques sur des monticules, où de nombreux artefacts ont été découverts. Une partie des découvertes est exposée au musée de Tigranakerta, une autre se trouve dans des laboratoires pour examen approfondi, les recherches étant encore en cours. À 60 kilomètres de Stepanakert, le village de Vank dispose d'un complexe touristique comprenant un parc et un zoo. En outre dans le village passe chaque année une course d'ânes.

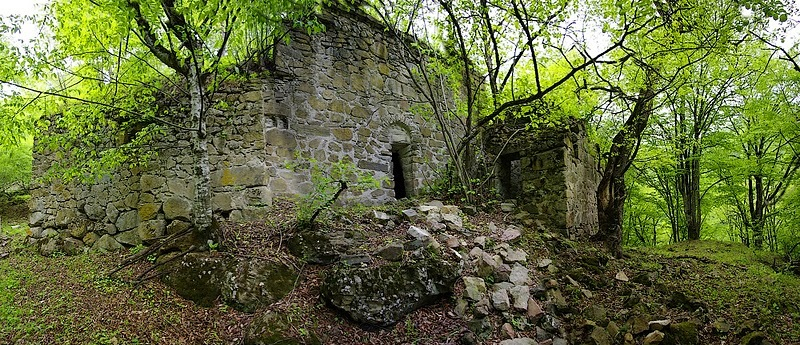
Monastère Karmiravan de 1224
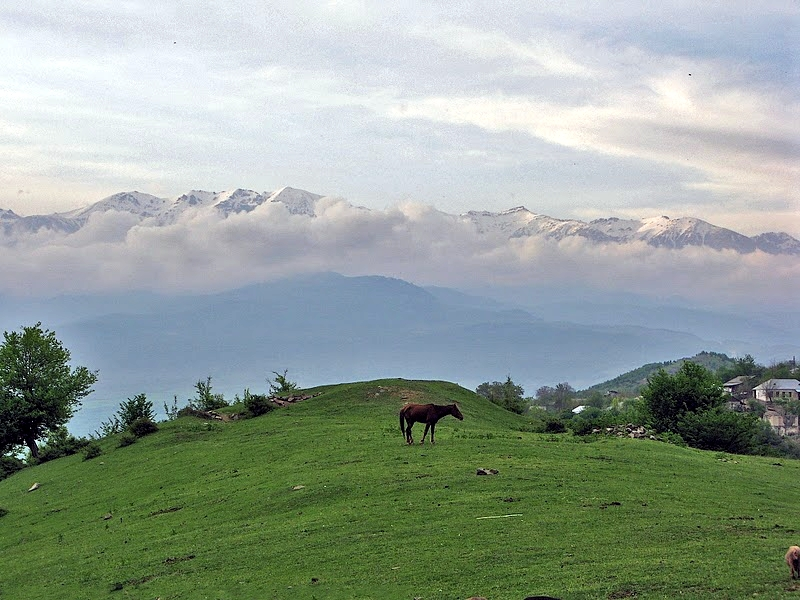
Paysage de montagne à Vaghouas
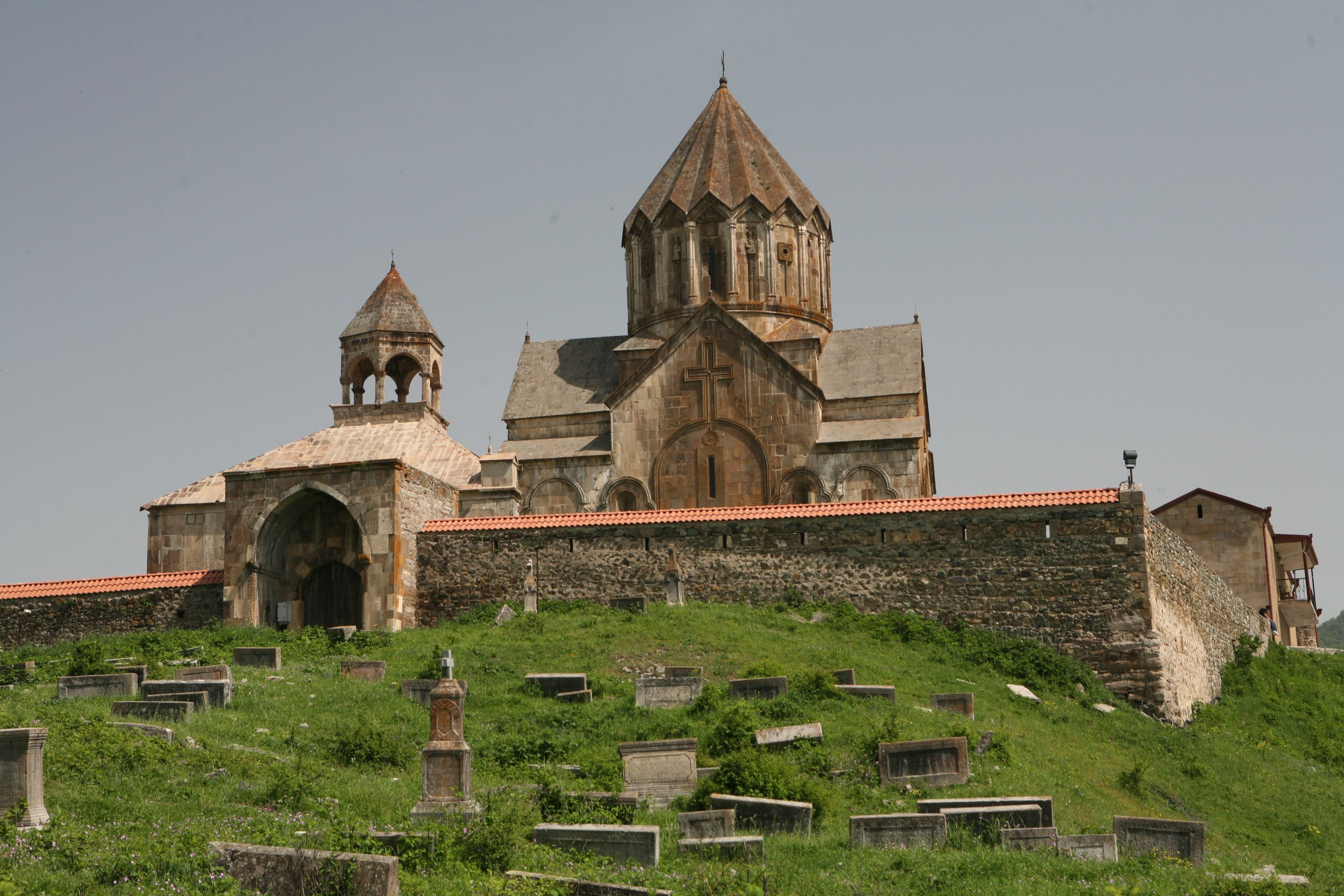
Monastère de Gandzasar de 1216
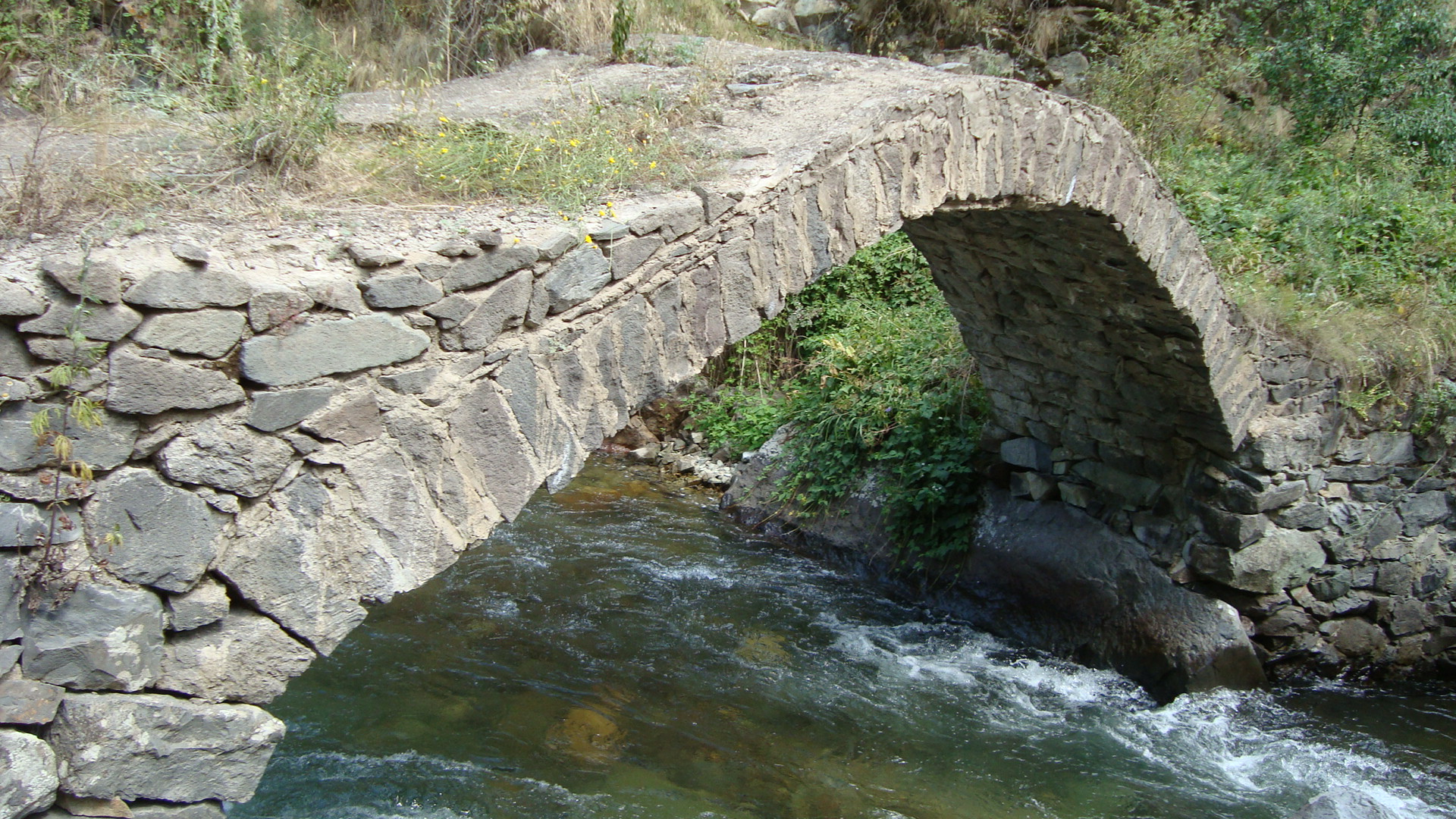
Pont médiéval sur la rivière Tartare
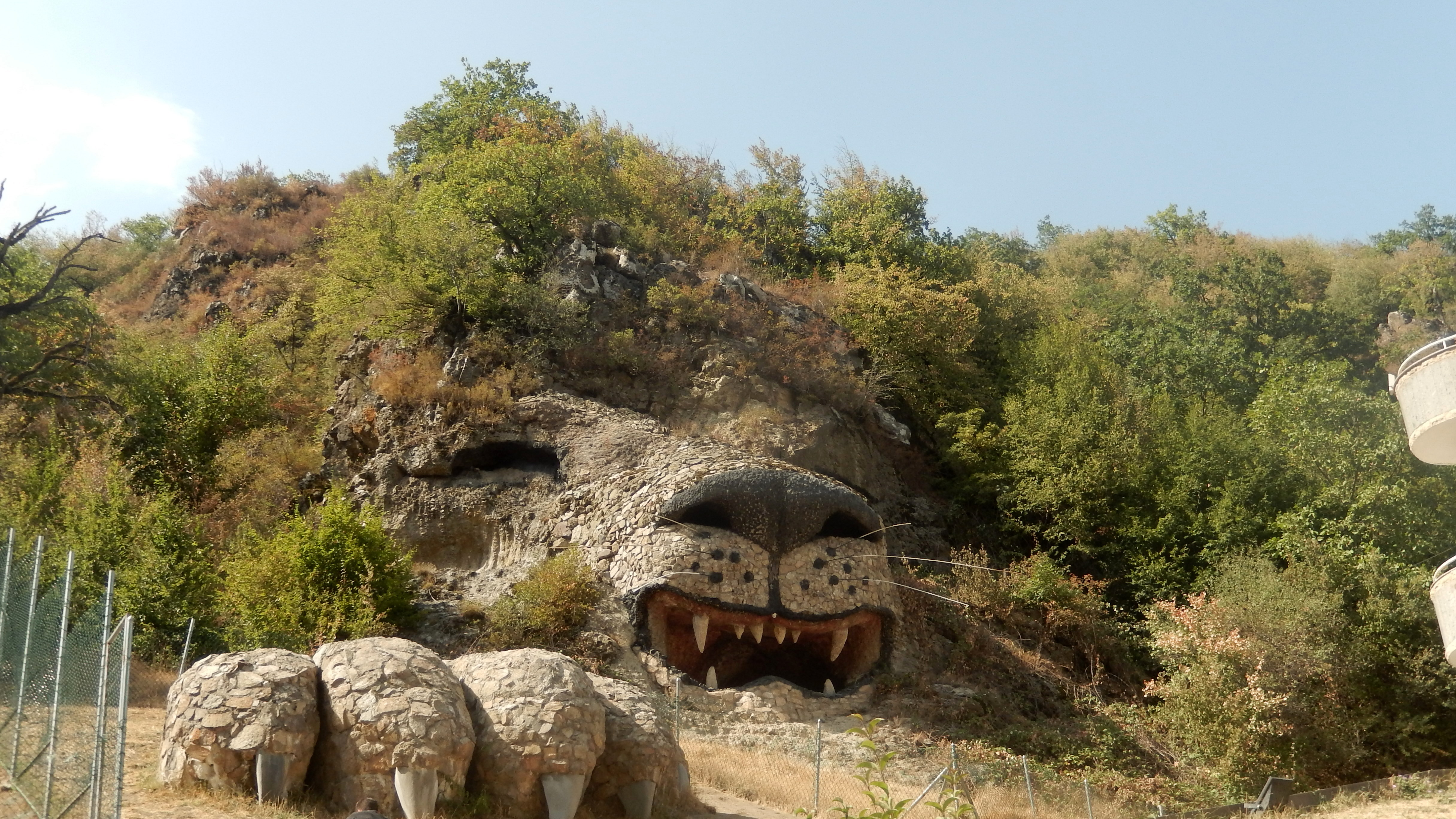
Grotte naturelle en forme de lion à Vank

## Chahoumian

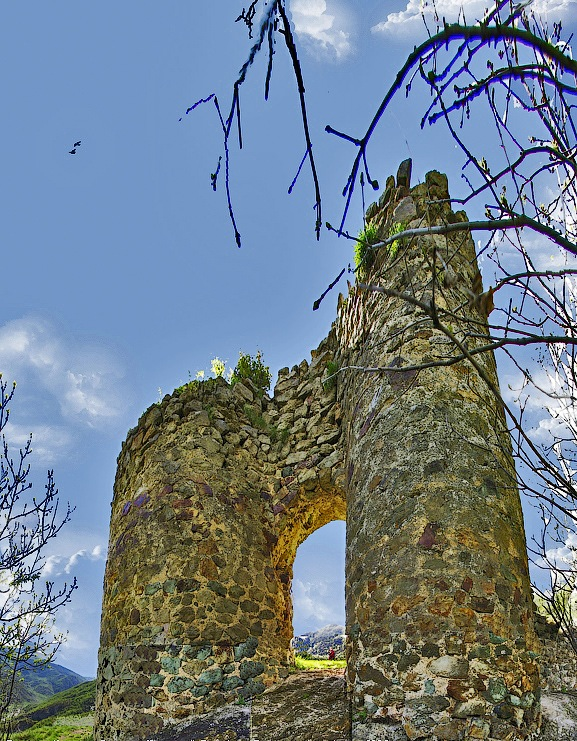
Citadelle à Andaberd XIII-XIV ss.
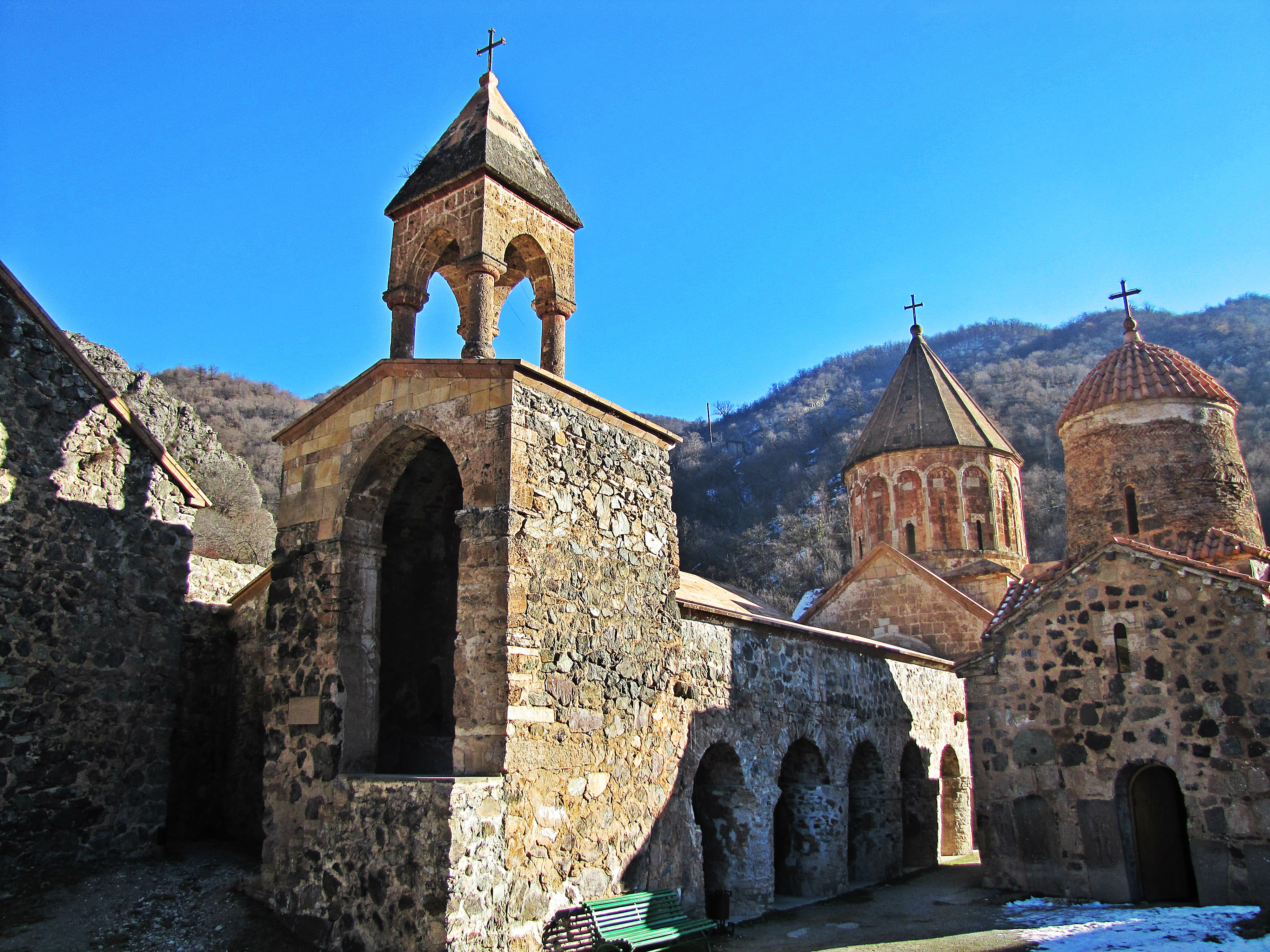
Monastère Dadivank IXe siècle-XIIIe siècle ss.
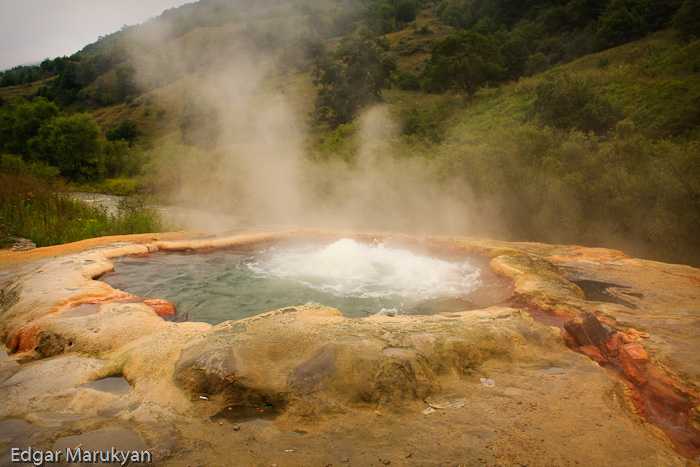
Source d'eau chaude à Istisu

## Martouni
Le raïon de Martouni est situé dans la partie sud de la république du Haut-Karabagh. Son flanc Est forme la frontière avec l'Azerbaïdjan. Les paysages de cette région sont plus plats. Ils sont arrosés par la rivière Varanda et son affluent l'Amaras. La surface du raïon s'élève à 951 km2. La ville de Martouni est située en son centre et est distante de 45 km de la capitale du pays Stepanakert. De nombreux édifices anciens de cette région sont arrivés jusqu'à nous malgré le degré fluctuant d'insécurité des lieux. Aux nombreuses curiosités du raïon, il faut ajouter un platane âgé de 2 000 ans qui a été protégé par le gouvernement en aménageant ses alentours.

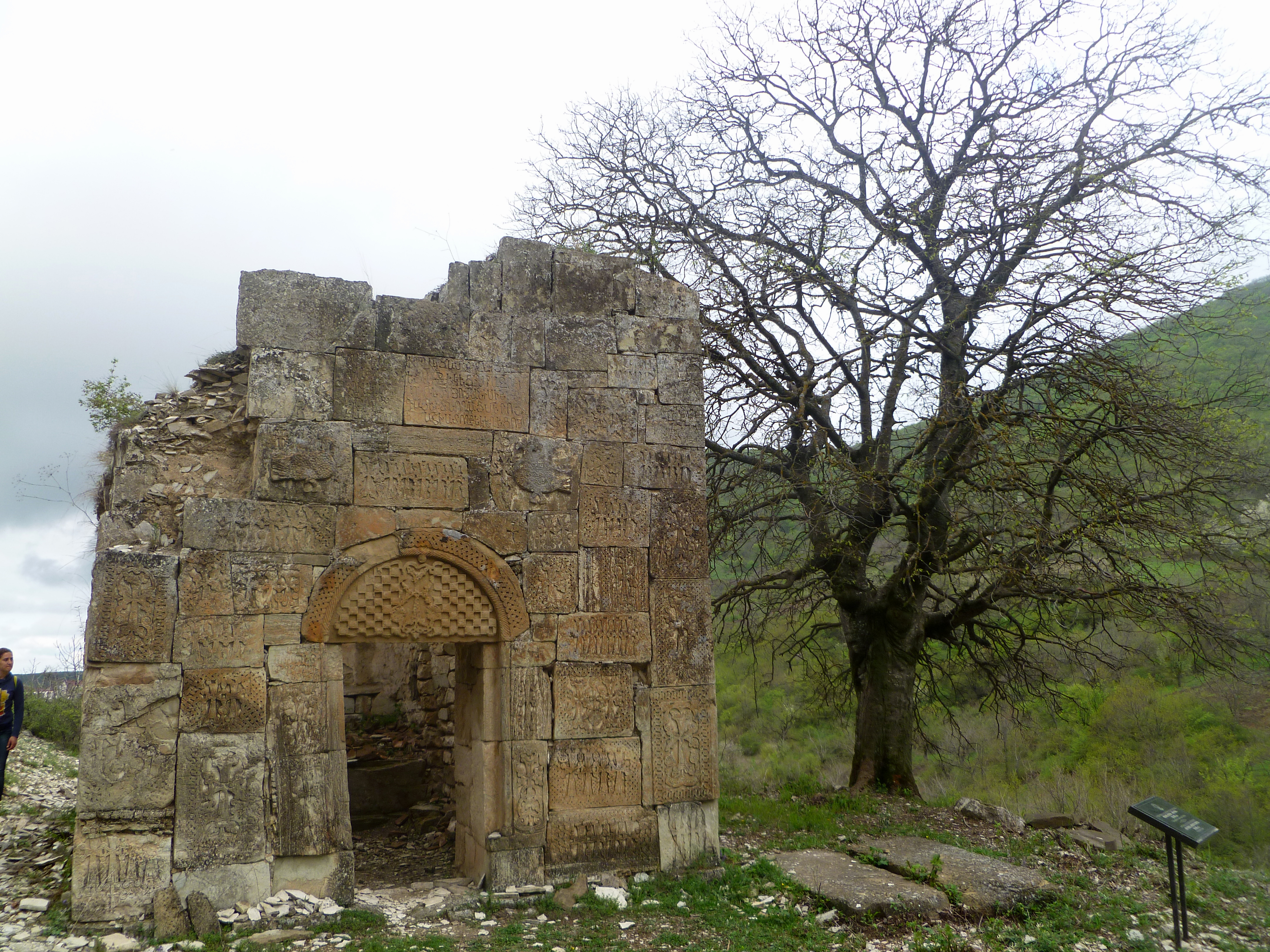
Chapelle à Haci
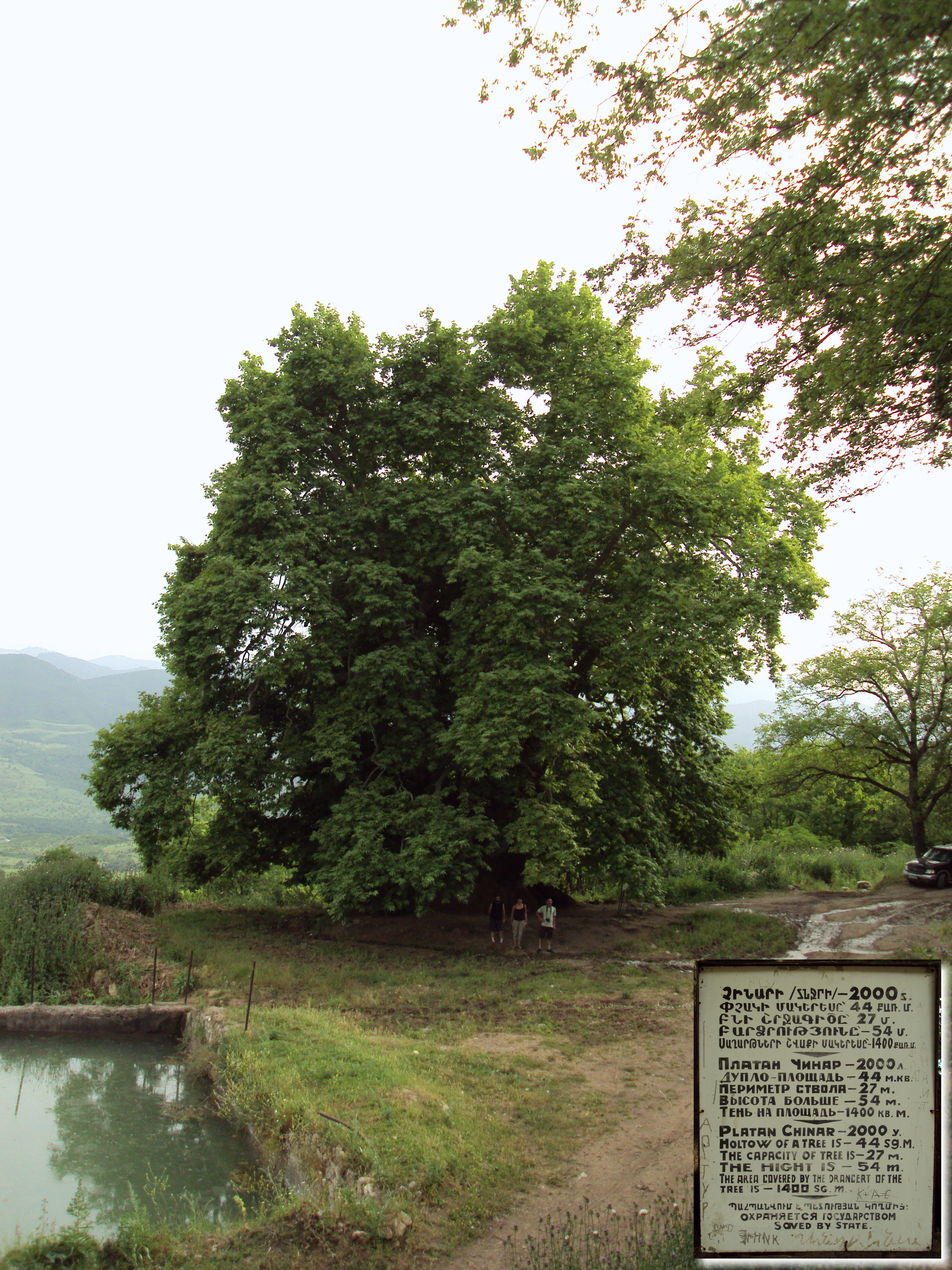
Platane âgé de 2 000 ans à Six Dursun.
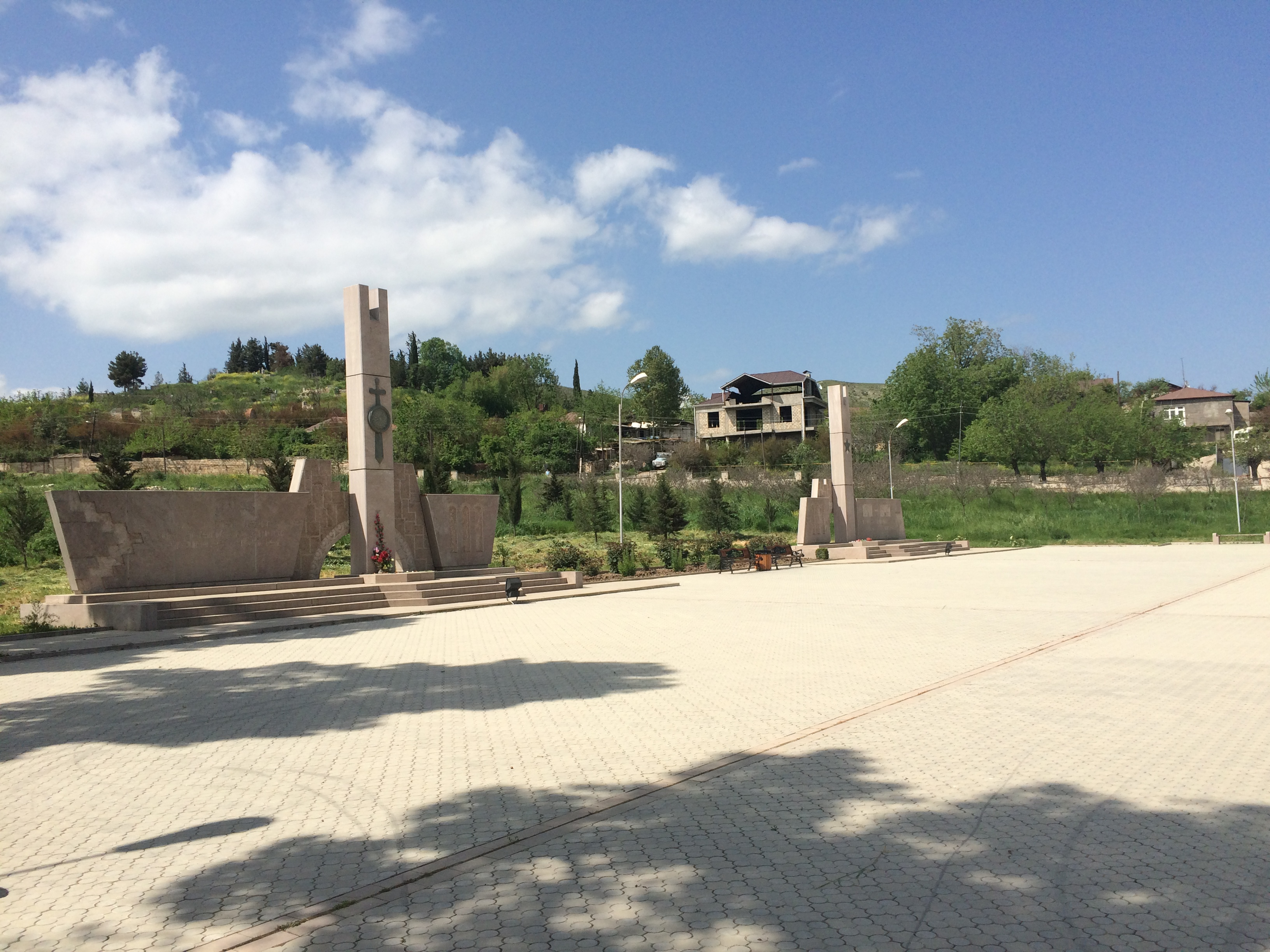
Ville de Martouni
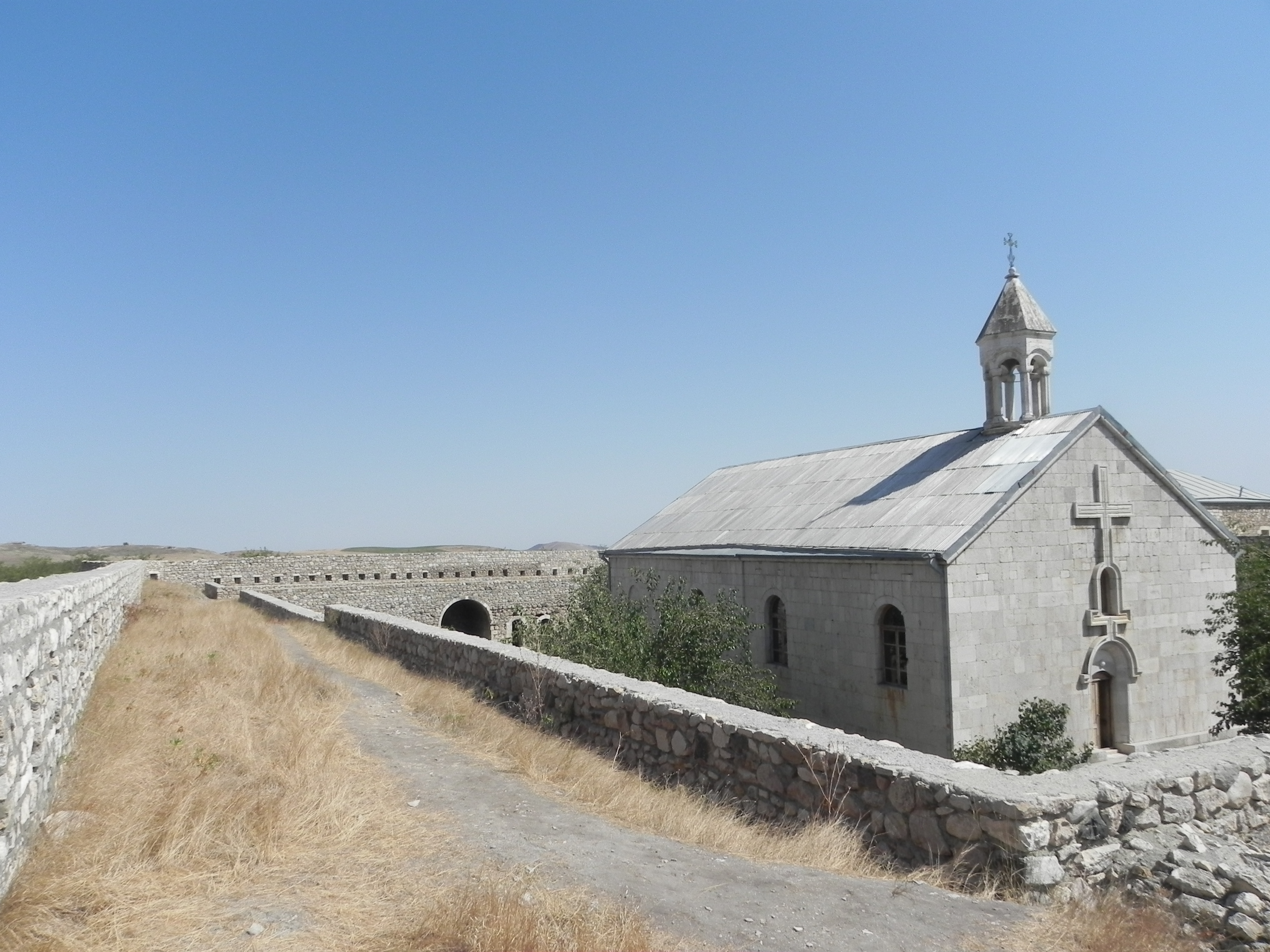
Monastère Amaras IVe
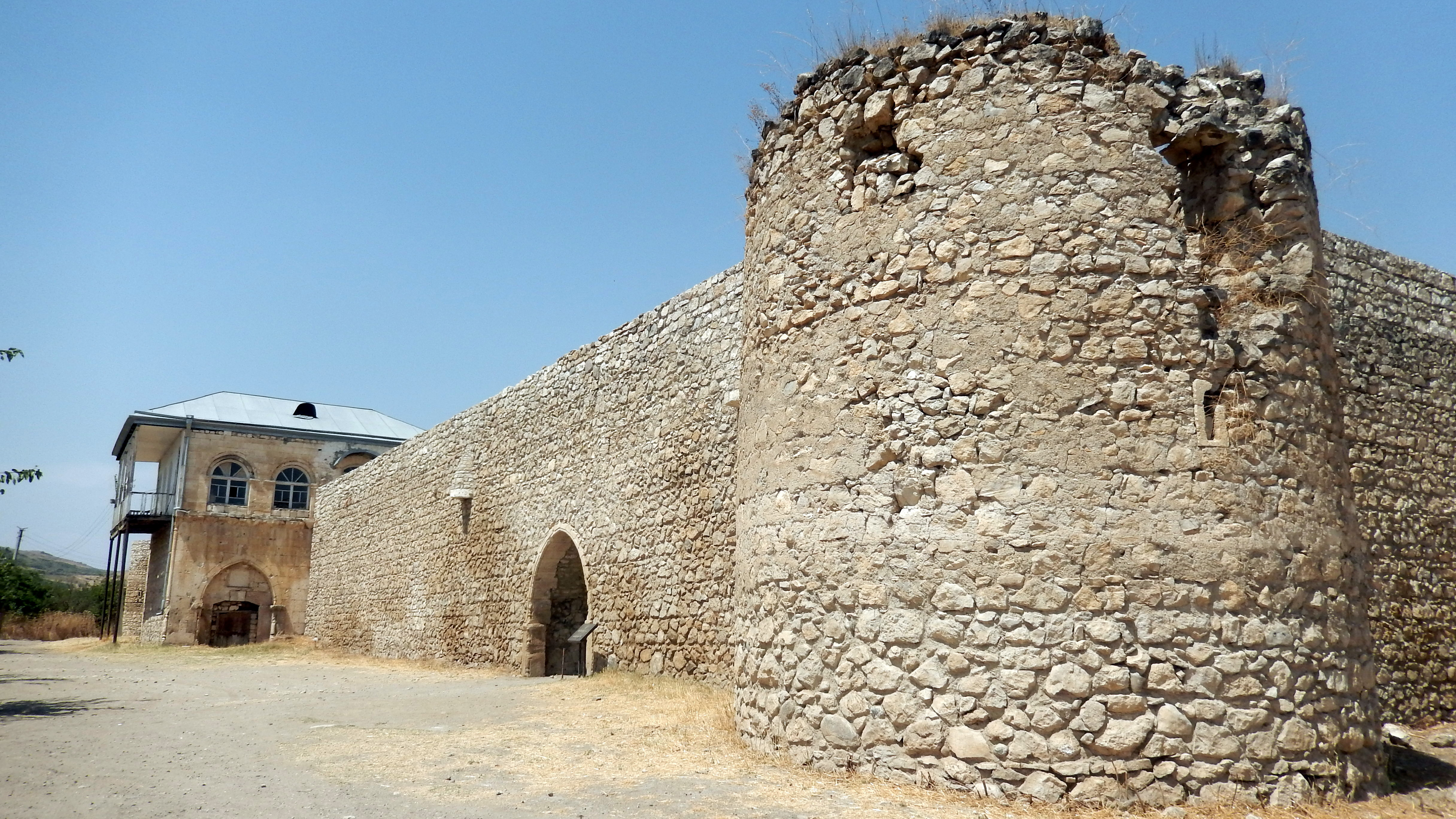
mur de la citadelle d'Amaras à Sos
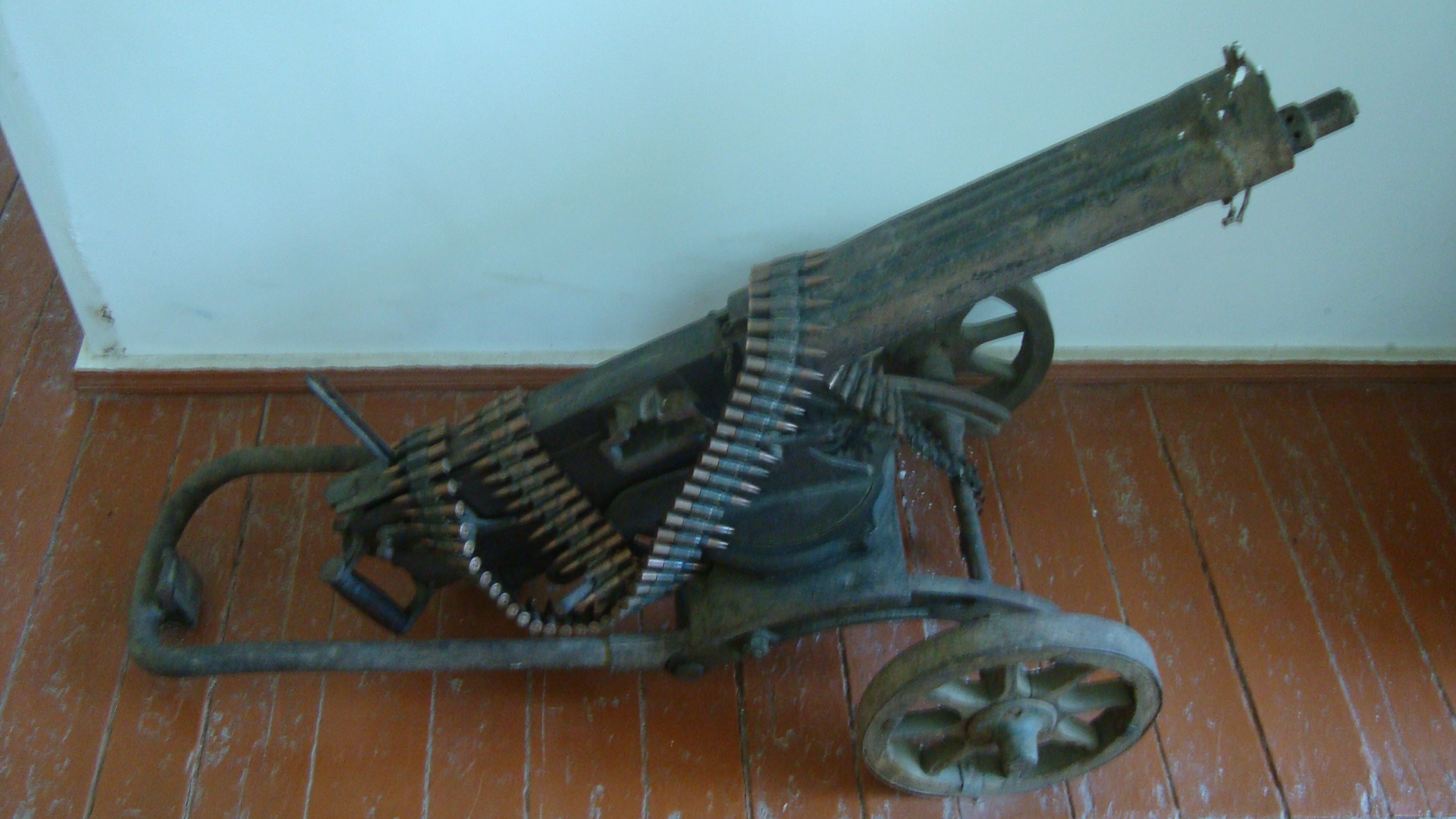
Mitrailleurs artisanale de l'époque de la guerre du Haut-Karabagh (Musée de Martouni)

## Chouchi

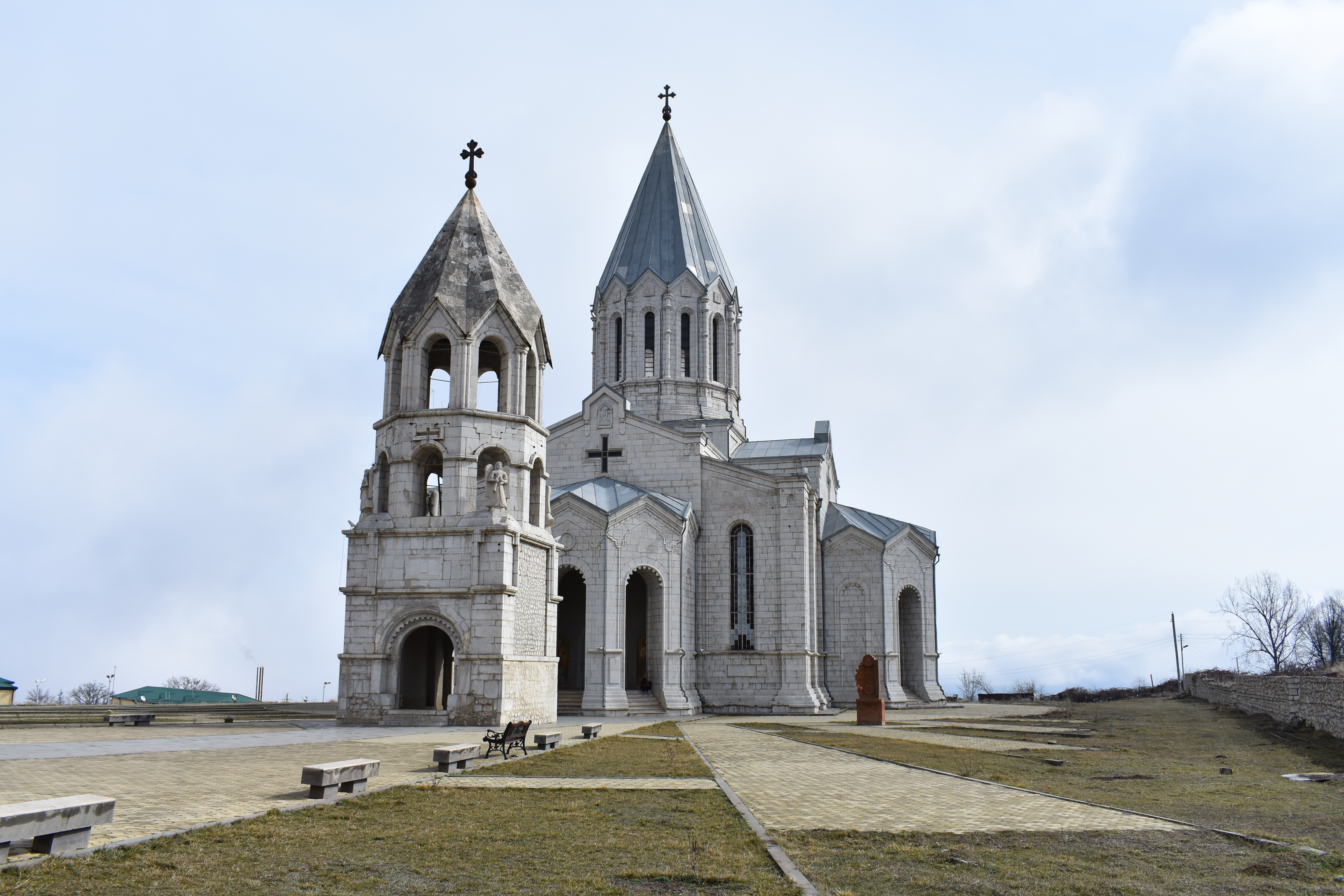
Cathédrale Ghazanchetsots du Christ Tout-Puissant à Chouchi

En 2006, dans le but de développer le tourisme dans cette région du Haut-Karabagh, le gouvernement a adopté le programme Renaissance de Douchi. Dans ce cadre gouvernemental a débuté la restauration de la région de Gouchi : celle de la cathédrale Ghazanchetsots du Christ Sauveur construite en 1868-1887, celle d'une des mosquées où il est prévu d'accueillir une galerie de peinture. En 2007, la ville a accueilli une conférence scientifique internationale organisée par le gouvernement du Haut-Karabagh, l'académie des sciences de l'Arménie, l'université d'État d'Erevan et l'université d'Artsakh sur l'histoire et la culture de la ville de Chouchi.
Après la restauration de la cathédrale Ghazanchetsots la ville est devenue le centre administratif de l'Église apostolique arménienne d'Artsakh. Le plan directeur de la ville a été élaboré pour y intégrer harmonieusement des bâtiments nouveaux avec les anciens et un concours a été organisé pour la réouverture du musée national dans un cadre nouveau mais dans un bâtiment datant du XIXe siècle. Une Allée de la paix a été plantée dans la ville et chaque visiteur de renommée importante est invité à y planter un arbre en plus à son nom,. Chaque année la ville organise quantité d'événements culturels. Les sujets concernent des tombes des premiers et deuxièmes millénaires avant notre ère, des khatchkars médiévaux, des grottes, des moulins, des remparts. En 2017 a été ouvert à Chouchi le Square de la sculpture, où sont rassemblées chaque année des œuvres du festival Akob Giordjian.

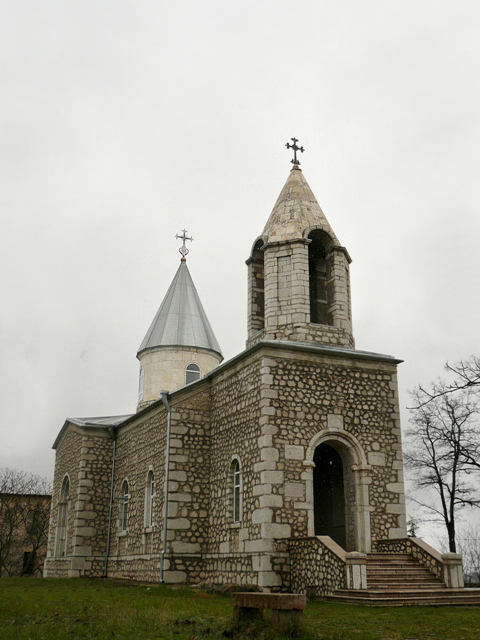
Église Saint Jean le Baptiste (Kanach Zham)
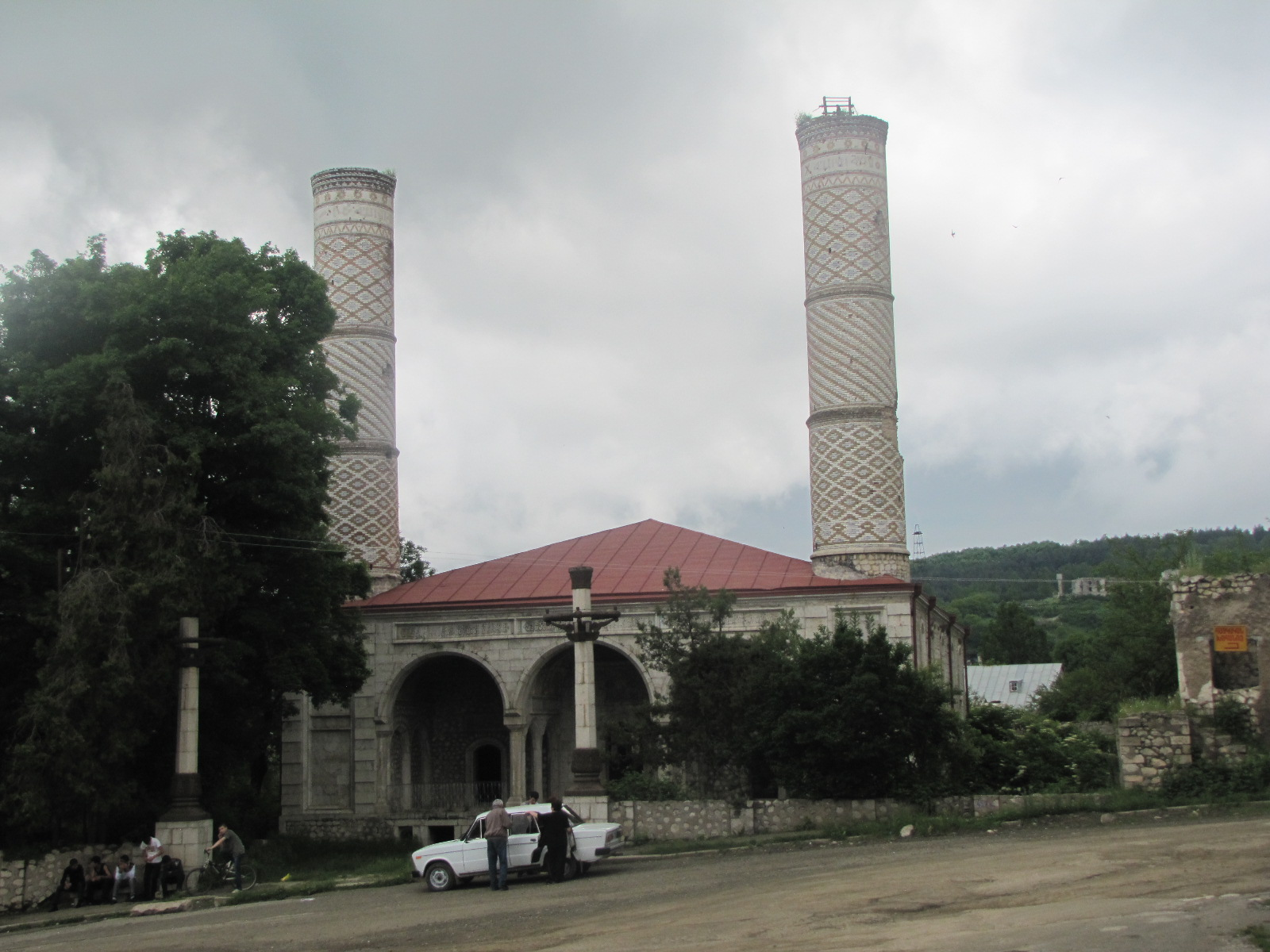
Mosquée à Chouchi
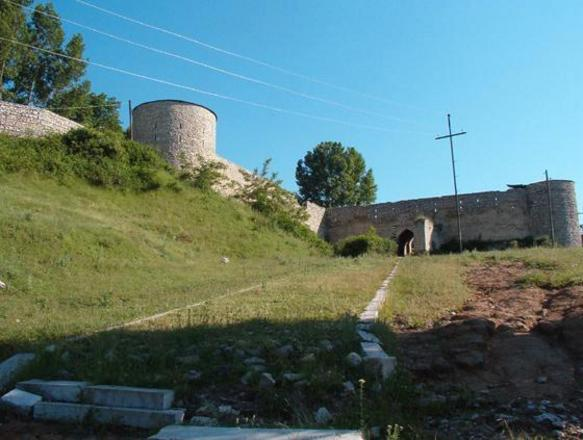
Citadelle de Chouchi
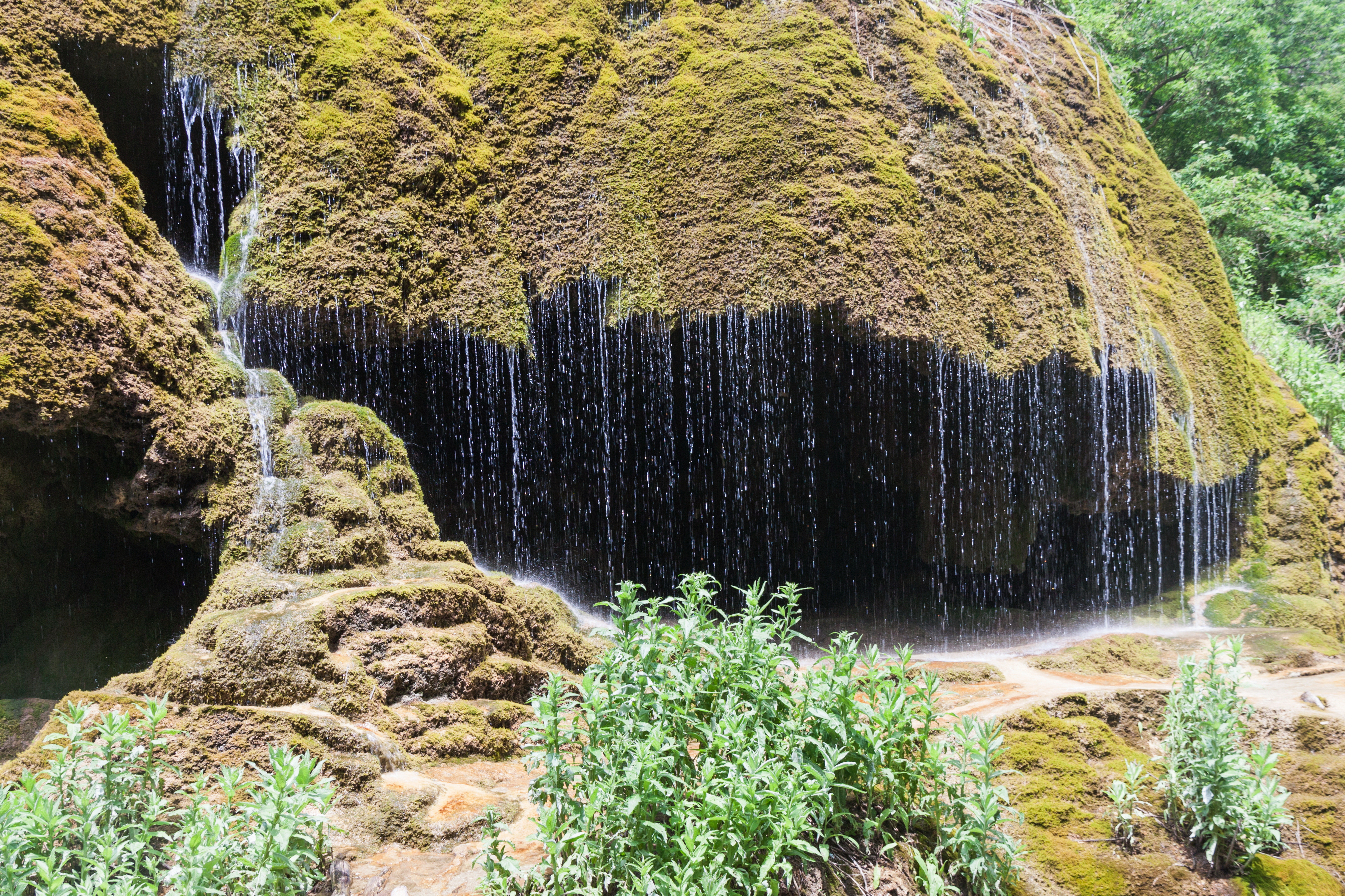
Chute parapluie dans la région de Chouchi

## Curiosités

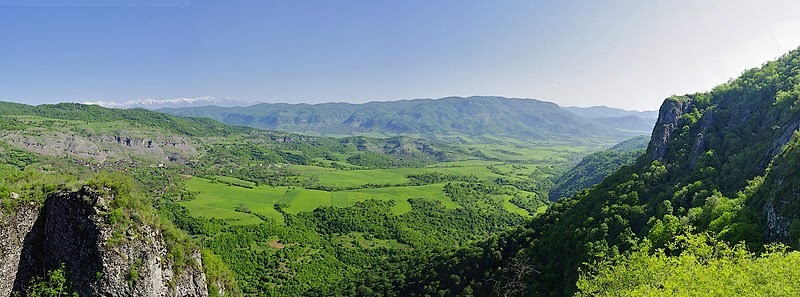
Vue vers Kolatak

Liste non exhaustive de curiosités du Haut-Karabagh :
- Grotte d'Azokh, grottes les plus connues du Haut-Karabagh dans la région d'Hadrout.
- Amaras, monastère arménien du IVe siècle. Situé dans la région de Martouni.
- Tsitsernavank, monastère arménien du IVe siècle. Situé dans la région de Kashatagh.
- Gandzasar, monastère arménien du XIIIe siècle. Situé dans la région de Martakert.
- Dadivank, monastère arménien du IXe siècle. Situé dans la région de Chahoumian.
- Erits Mankants, monastère arménien du XVIIe siècle. Situé dans la région de Martakert.
- Forteresse de Chouchi, une des principales citadelle du Karabagh, construite au XVIIIe siècle à Chouchi.
- Nous sommes nos montagnes statues édifiées au sommet d'une montagne près de l'accès à Stepanakert.

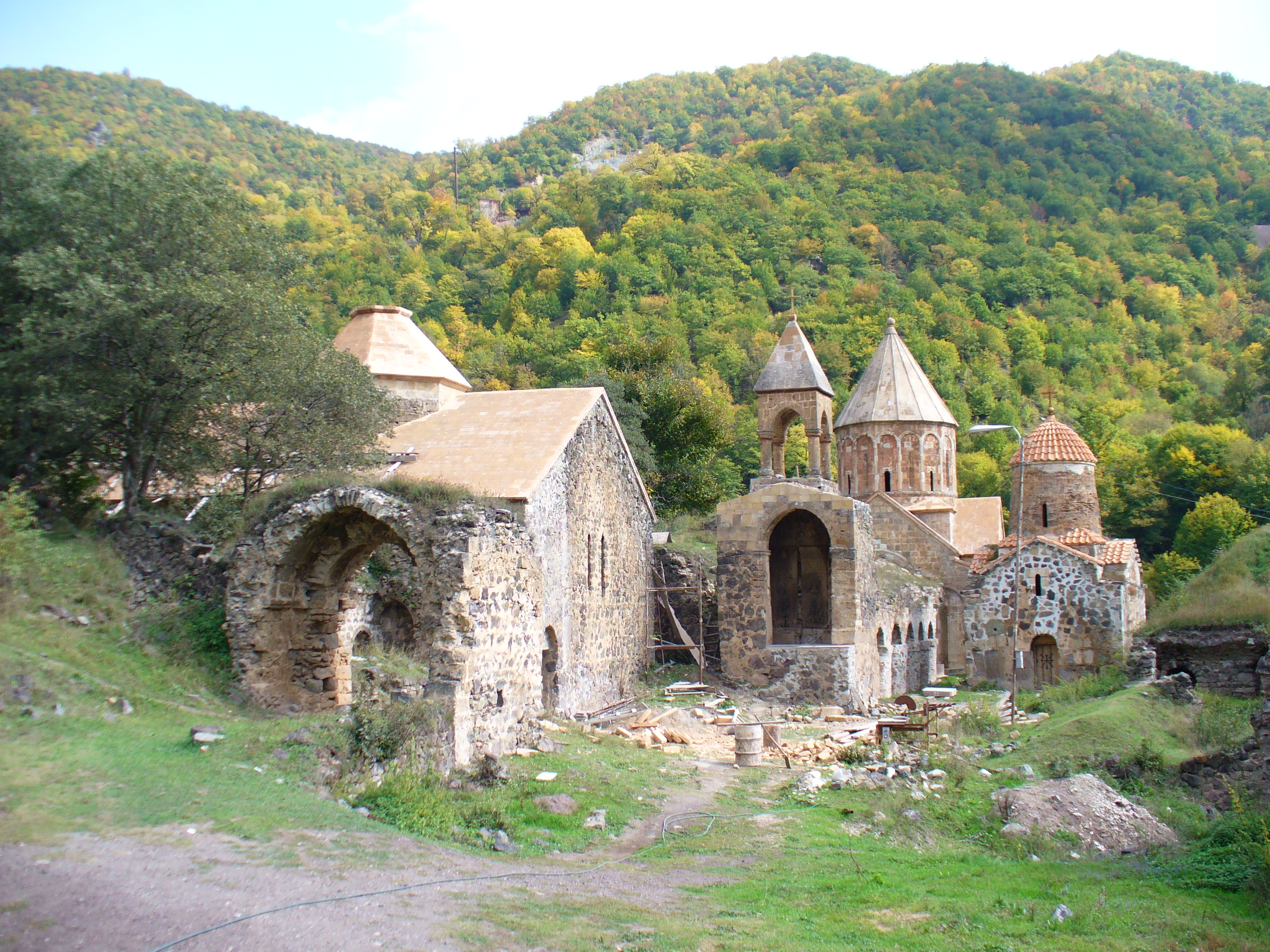
Monastère de Dadivank, Xe et XIIIe siècles.
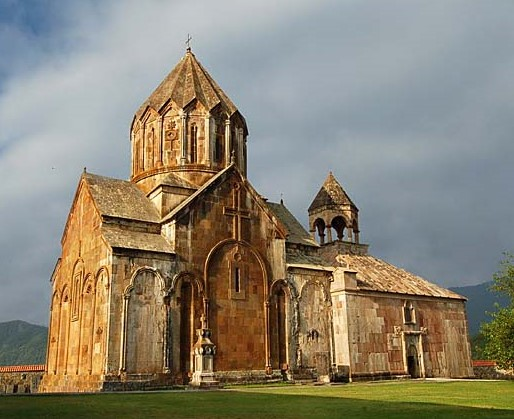
Monastère Gandzasar, 1216 - 1238.
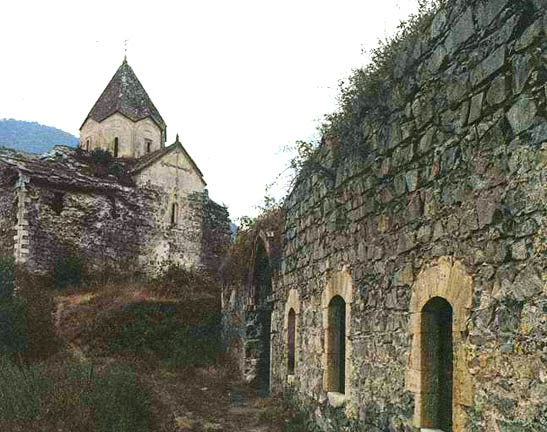
Monastère Erits Mankants, 1691.
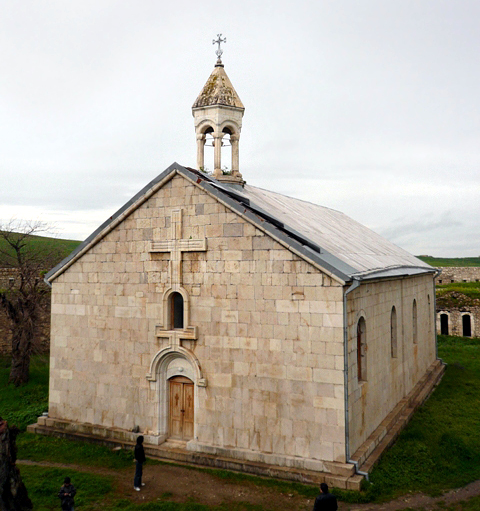
Monastère Amaras